# 오스트레일리아의 대마초

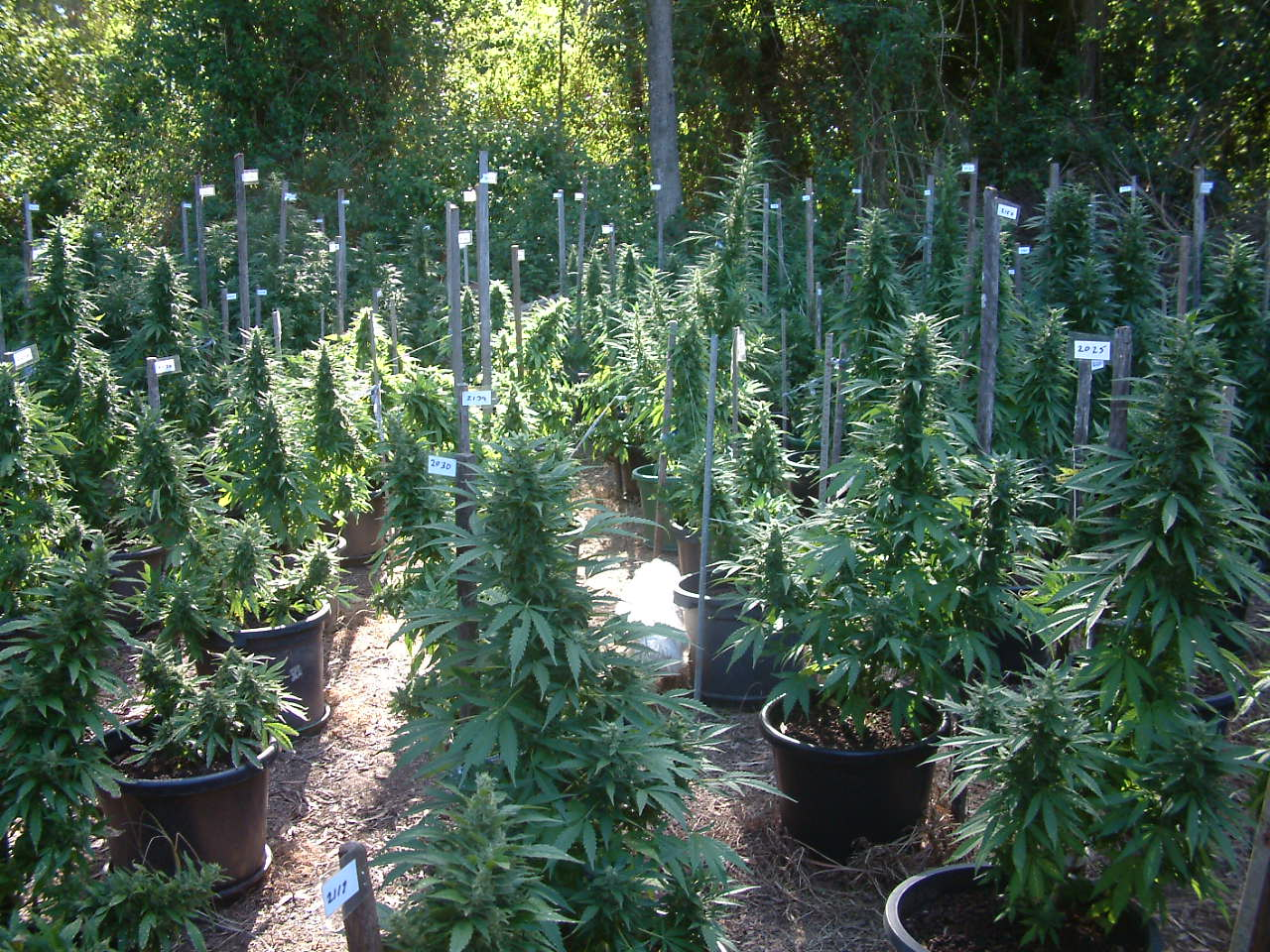
오스트레일리아의 의료용 대마초 작물

오스트레일리아는 세계에서 대마초 사용률이 가장 높은 국가 중 하나이며 대마초를 오락용, 의약용, 산업용 등 다양한 목적으로 사용하고 있다. 2022–23년 기준 만 14세 이상 오스트레일리아인 중 41%가 일생 동안 대마초를 사용한 경험이 있으며, 11.5%는 최근 12개월 내에 사용한 것으로 나타났다.
2016년 2월 24일, 오스트레일리아는 연방 차원에서 의료 및 과학적 목적의 대마초 재배를 합법화했다. 이어 2017년 11월 12일에는 오스트레일리아·뉴질랜드 식품기준청(FSANZ)이 저THC 함유 대마 식품의 인체 섭취를 합법화했다. 2019년 9월 25일, 오스트레일리아 수도 준구(ACT)는 소량의 대마초를 개인적으로 소지하고 재배하는 것을 허용하는 법안을 통과시켰고, 해당 법은 2020년 1월 31일부터 시행되었다. 다만 이 법은 여전히 오락용 대마초 사용을 금지하는 연방 법과 충돌하며, 해당 변경 사항에도 불구하고 대마초 및 대마초 씨앗의 유통은 여전히 금지되어 있다.
지난 10년 동안 오스트레일리아에서 오락용 대마초 합법화에 대한 태도가 변화해 왔다. 2019년 국가 약물 전략 가계 조사(NDSHS)의 여론조사에 따르면, 오스트레일리아인들은 이제 대마초 합법화를 지지하는 비율이 반대하는 비율보다 높아졌다. 2019년 조사에 따르면 오스트레일리아인의 41%가 대마초 합법화를 지지하고, 37%가 반대하며, 22%가 아직 결정되지 않은 것으로 나타났다. 2022-2023년 NDSHS의 대마초 합법화 지지율은 45%로 상승했다. 대마초 관련 정책에 대한 대중의 인식에도 변화가 있었다. 예를 들어, 14세 이상의 오스트레일리아인 대부분은 대마초를 범죄로 간주하는 것을 지지하지 않았다(2016년 74%, 2010년 66%). 2019년에는 이 수치가 78%로 상승했으며, 2022-2023년에는 다시 80%로 상승했다.

## 역사

### 초기 역사
오스트레일리아에 대마 씨앗이 처음으로 반입된 기록은 조지프 뱅크스 경의 요청에 따라 첫번째 함대와 함께 이루어졌다. 그는 새로운 식민지에서 대마가 상업적으로 생산되기를 바라며 화물을 "상업용"으로 표시했다. 초기 오스트레일리아 정부는 150년 동안 토지 및 기타 보조금을 기부하여 대마 재배를 적극적으로 지원했으며, 19세기 오스트레일리아에서 대마초 소비가 널리 퍼져 있었던 것으로 여겨진다.
오스트레일리아의 위대한 소설 자연스러운 삶의 기간을 위하여의 저자 마커스 클라크는 글쓰기 보조 수단으로 대마초를 사용해 실험했다. 그가 쓴 단편 소설 '대마초 인디카'는 대마초의 영향을 받아 쓰여졌다. 클라크가 소속되었던 멜버른의 보헤미안 '요릭 클럽(Yorrick Club)' 회원들은 악명 높은 대마초 사용자였다. 19세기 후반까지 '시가레스 드 조이'(대마초 담배)는 널리 사용되었으며, 이들은 천식, 기침, 기관지염, 건초열, 인플루엔자, 호흡 곤란의 경우 즉각적인 효과가 있다고 주장했다.
많은 선진국들과 마찬가지로 오스트레일리아도 1920년대에 대마초 사용 문제에 처음 대응하기 시작했으며, 1925년 제2국제아편조약에 서명하면서 대마초 사용을 의학적 및 과학적 목적으로만 제한하였다. 당시 오스트레일리아에서 대마초가 의약품이나 치료제로 사용되었음에도 불구하고 대마초는 모르핀, 코카인, 헤로인으로 분류되었다.
이 금지 모델은 오스트레일리아에서 대마초 사용에 대한 연구가 거의 이루어지지 않은 상태에서 적용되었다. 당시 오스트레일리아 각 주에서 제정된 대부분의 약물 관련 법률은 아편과 관련이 있었지만, 영국의 압력으로 인해 오스트레일리아는 제네바 협약에 부합하는 국내법을 시행하기 시작했다.
오스트레일리아 수도 준주는 1926년 대마초를 처음으로 불법화했으며, 빅토리아(1927년), 남오스트레일리아(1934년), 뉴사우스웨일스(1935년), 퀸즐랜드(1937년), 서오스트레일리아(1950년), 태즈메이니아(1959년)가 그 뒤를 이었다.
1938년, 신문 Smith's Weekly는 리퍼 매드니스 스타일의 충격 캠페인을 운영하며 "피해자를 괴롭히는 새로운 약물"이라는 헤드라인을 달았다. 이 캠페인은 오스트레일리아에 "마리화나"라는 단어를 처음 소개했다. 기사에서는 마리화나를 "피해자들이 성광처럼 행동하게 만드는 사악한 성 약물", "두려운 성 약물 마리화나", "가장 큰 게이트웨이 약물"이라고 묘사했다. 그러나 이 캠페인은 대마초의 부정적인 효과에 대한 잘못된 인식을 세대에 심어주려 했지만, 수요와 사용량의 증가를 막는 데는 성공하지 못했다.

### 1960년대
1960년대에는 베트남 전쟁에 대한 정치적, 사회적 반대의 일환으로 대마초, 헤로인, LSD 사용이 증가했고, 그 결과 대부분의 오스트레일리아 주들이 점차 금지주의적이고 형사법 중심의 방향으로 나아갔다. 퀸즐랜드 주 총리 조 비엘케-페테르센과 뉴사우스웨일스 주 총리 로버트 애스킨과 같은 우파 오스트레일리아 정치인들은 닉슨의 미국의 '마약과의 전쟁'을 지지하며 오스트레일리아 청소년 문화에 대한 단속을 촉구했다. 1975년 휘틀람 정부가 몰락한 후, 정치인들은 오스트레일리아에서 닉슨식 마약과의 전쟁을 시작했다.
1960년대 후반, 베트남 전쟁에서 휴가를 나온 미군 병사들이 도착하면서 시드니에서 조직적인 마약 밀매가 시작되었고, 현지 마약 시장은 그들의 요구에 맞게 확장되었다. 1970년대는 대중이 마약 사용을 지원할 수 있는 경제적 능력을 키우고 실업의 영향을 받는 젊은이들이 증가하면서 첫 번째 "마약의 10년"으로 여겨졌다. 그 결과, 1970년대는 "마약 문제"를 다루기 위한 왕립위원회와 조사들이 진행된 10년이기도 했다.
1964년, 뉴사우스웨일스주 헌터 밸리에서 수백 에이커의 야생 대마가 자라는 것이 발견되면서 당국은 대대적인 근절 캠페인에 나섰다. 그러나 60년대 베이비붐 세대는 이전 세대와는 매우 다른 방식으로 "악의 위협"에 대응했으며, 서퍼와 히피 무리가  '강력한 향정신성 흥분제'로 묘사된 자생 대마초를 찾기 위해 헌터밸리로 몰려들었다. 이 그룹은 '위드 레이더(Weed Raiders)'라고 불리며, 최대 3미터 높이의 식물에 대한 전설적인 이야기를 전했다.

### 1970년대-1980년대
1973년, 히피 부족들이 오스트레일리아 뉴사우스웨일스 북부 마을 님빈에서 열린 물병자리 축제에 참석했다. 경찰이 공개적으로 마리화나를 피우는 사람들을 체포하려 하자 6,000명의 군중이 폭동을 일으켰다. 님빈은 마이클 발더스톤이라는 활동가가 설립한 헴프 엠버시와 1993년에 시작된 대마초에 대한 연례 항의 행사인 마디그라스의 고향이다.
Jiggens에 따르면, 1977년까지 미국 9개 주에서 대마초가 비범죄화된 후, 뉴사우스웨일스에서 대마초의 비범죄화에 대한 논의가 있었다. NSW 의회 마약 공동 위원회는 대마초를 개인적으로 사용할 경우 징역형을 폐지할 것을 권고했으며, NSW 총리 네빌 란은 유죄 판결을 받은 사람들과 개인적으로 대마초를 소지한 사람들에 대한 징역형을 폐지할 계획을 설명했다. 그는 대마초 사용이 광범위하게 퍼져 있으며, 마리화나를 피우는 아들과 딸을 둔 수만 명의 부모들은 자녀들이 ‘감금된 유죄 범죄자’라는 낙인을 받는 것을 원하지 않을 것이라고 말했다.
1977년 7월 뉴사우스웨일스주 그리피스
에서 지역 정치 및 지역 사회 지도자 도널드 맥케이가 실종되면서 불법 마약 생산, 조직 범죄, 경찰 부패 사이의 연관성에 대한 문제가 대중 앞에 제기되었다. 이는 맥케이가 리버리나 지역에서 대규모 마리화나 재배에 대해 폭로한 이후 발생한 일이었다. 그의 조사로 인해 1975년 11월 그리피스에서 남쪽으로 60킬로미터(37마일) 떨어진 콜람발리에서 오스트레일리아 역사상 최대 규모의 대마초 압수로 이어졌다. 그 농장은 31에이커(13헥타르) 이상에 걸쳐 있으며 60톤의 대마초를 생산할 수 있는 것으로 추정되었다. 뉴사우스웨일스 왕립 마약 밀매 위원회(우드워드 조사)는 맥케이의 실종에 의해 촉발되었으며, 이 이야기는 텔레비전 미니 시리즈 언더벨리: 두 도시 이야기로 탄생했다.
1976년 8월, NSW 경찰은 님빈 남쪽에 위치한 툰타블 폭포 협동조합에 대해 새벽에 급습을 감행했으며 몇 주 후, 퀸즐랜드 극북부에 위치한 시더 베이 코뮌이 퀸즐랜드 경찰에 의해 급습당했다. 조 비엘키-피터슨은 코뮌의 주택 불태우기를 포함한 경찰의 조치를 옹호하며 자신이 "마약에 강하다"고 선언했다. 시더 베이 습격에서 그의 공범은 1996년부터 2007년까지 총리를 역임한 젊은 존 하워드(당시 사업부 장관)였다. 이 사건은 국제적인 뉴스가 되었다.
오스트레일리아 대다수의 인구를 고려할 때, 대마초는 1970년대까지 오스트레일리아에서 널리 사용되지 않았다. 법안은 대마초 사용 증가를 반영했다. 1985년에는 일반 인구의 불법 약물 사용을 평가하는 전국 약물 남용 방지 캠페인이 도입되었다. 1985년 이전에는 1970년대 초반부터 1980년대까지 오스트레일리아인들 사이에서 대마초 사용이 증가했다는 결론이 내려졌다.
도넬리와 홀은 1973년에 실시된 설문조사에서 20세에서 29세 사이의 오스트레일리아인 중 22%가 대마초를 사용한 적이 있다고 보고했다. 이는 1985년에 56%로 증가했으며, 학교 설문조사에 따르면 1970년대와 1980년대에 대마초 사용이 눈에 띄게 증가했다. 대마초 사용의 증가는 1990년대까지 계속되었으며, 1998년 가정 조사에서 대마초 사용률이 가장 높았으며, 조사 대상자의 39%가 적어도 한 번 이상 대마초를 사용했으며, 18%가 지난 1년 동안 대마초 사용을 보고했다. 2001년까지 대마초 사용률은 인구의 3분의 1로 떨어졌다.
1978년 NSW 마약 공동 의회 위원회는 대마초의 비범죄화를 지지했다. 이 제안에 따르면 대마초를 개인적으로 사용하는 것은 더 이상 범죄가 아니며 사용자는 채권과 보호관찰을 받게 된다. 그러나 1979년 오스트레일리아 왕립 마약 조사 위원회는 이러한 조치가 UN 마약 단일 협약을 위반하고 다른 마약의 비범죄화 요구로 이어질 것이라고 결론지었다. 이 위원회는 비범죄화 논의를 10년 더 연기하도록 추천했다.
1985년, 지역사회와 정부 차원에서 불법 약물 사용에 대한 인식이 증가함에 따라 전국 약물 남용 방지 캠페인(NCADA)이 시작되었다.
1985년부터 오스트레일리아의 국가 마약 정책은 범죄화와 피해 최소화의 원칙에 기반해 왔으며, 이후 마약 남용에 반대하는 국가 캠페인이 국가 마약 전략으로 발전했다. 2006년에는 2006-2009년 국가 대마초 전략이 승인되었다.
1986년, 남오스트레일리아는 성인 범죄자에게 소량의 대마초 소지 및 재배에 대한 벌금을 부과하는 면제 통지 제도를 채택했다. 이 제도에 따라 면제 통지에 따라 부과된 벌금이 납부되면 유죄 판결이 기록되지 않으며 미성년자는 아동 법원에서 처리된다.
1989년, 'Drugs, Crime, and Society'라는 제목의 보고서를 발표한 오스트레일리아 의회 마약 범죄 공동 위원회는 "금지 정책의 목표가 금지된 약물의 사용을 줄이거나 접근을 최소화하는 것이었다면, 이는 분명히 실패했다"고 명시했다.

### 1990년대
1990년, 연방 정부는 1990년 범죄(마약 및 향정신성 물질의 교통)법을 통해 불법 마약 및 향정신성 물질 밀매에 관한 유엔 협약을 비준했다.
1991년, ACT 입법의회 HIV, 불법 약물 및 성매매 특별위원회는 마리화나 및 기타 불법 약물이라는 제목의 보고서를 발표했다. 위원회는 소량의 대마초를 소지 및 재배를 범죄로 간주하지 말 것을 권고했으나, 이 권고는 채택되지 않았다. 대신 1992년 의존 약물(개정)법은 성인과 미성년자 모두를 대상으로 한 간단한 대마초 위반 조항이 신설되었다. 이 법에 따르면 간단한 대마초 위반은 60일 이내에 벌금을 납부하면 유죄 판결이 기록되지 않는다.
1994년, 장관급 약물 전략 협의회의 산하에 구성된 오스트레일리아 대마초 국가 태스크 포스는 개인 사용에 대한 민사 처벌을 부과하는 국가 대마초 정책을 개발할 것을 권고했다. 그러나 협의회는 태스크 포스의 주요 권고 사항을 받아들이지 않았는데, 그 이유는 비공개 논의로 인해 알려지지 않았다. 다만, NTFC의 연구와 관련 검토 보고서는 여전히 공개되었다.
1995년 12월, 빅토리아 주 총리 제프 케넷(Jeff Kennett)은 '총리 약물 자문위원회'(Premier's Drug Advisory Council)를 설립하여 1996년 4월 10일 『약물과 우리 공동체(Drugs and Our Community)』라는 보고서를 발표했다.  보고서는 "소량 대마초 소지 및 재배를 더 이상 범죄로 간주하지 말 것", "소량 마리화나 소지로 인한 유죄 판결은 범죄 기록에서 삭제할 것", "헤로인, 코카인, 암페타민, 엑스터시 및 기타 대마초 제품(마리화나 제외)의 사용 및 소지는 여전히 범죄로 유지할 것. 다만, 첫 번째 위반 시에는 경고 및 치료 서비스로의 연계를 권장할 것" 등을 권고했다. 그러나 정부는 모든 권고 사항을 채택하지 않고, 대신 경미한 대마초 범죄자에 대해 첫 위반 시 치료 또는 교육 서비스로 연계하는 경고 시스템을 도입하였다.
1995년, 서오스트레일리아 정부 마약 남용 태스크 포스는 "지역 사회 보호"라는 제목의 보고서를 발표했다. 태스크 포스는 "법 집행에 큰 중점을 두어야 한다"며 "모든 형태의 불법 약물 사용에 대해 분명하고 단호한 반대 입장을 견지할 것"고 주장했다. 또한, 경찰의 권한 강화를 권고했다.
1995년, 남오스트레일리아 입법위원회 의존 약물의 통제 및 불법 사용 특별위원회는 "대마초 위반 고지서를 납부하지 않더라도 형사 유죄 기록을 남기지 말 것"을 권고하는 보고서를 발표했다. 또한 남오스트레일리아 정부는 "대마초의 유통 및 판매와 관련된 암시장과 범죄 활동에 대응하기 위해 대마초의 재배 및 판매를 규제하는 법률을 제정해야 한다"고 권고했다.
1996년 2월 28일, 노던 테리토리 입법의회는 1996년 마약 오남용법을 통과시켰다. 이 개정안은 경찰이 소량 대마초 소지 및 재배에 대해 성인에게 위반 고지서를 발부할 수 있도록 재량권을 부여했다. 노던 테리토리 법무장관은 이 법에 대한 두 번째 독회 연설에서 "최소한의 대마초라도 개인적으로 소지하는 것은 노던 테리토리 법에 따른 범죄로 남아 있으며, 경찰은 법원을 통해 대마초 소지를 기소할 재량권을 유지할 것"이라고 말했다. 그러나 그는 "대마초 소지 및 사용이 벌금형에도 불구하고 지역사회 전반에 널리 퍼져 있으며, 피해자가 없는 상황에서 범죄 유죄 판결을 부과하는 것은 과도하다"고 덧붙였다. 또한, "성인 경범죄자를 법정으로 기소하는 것은 경찰 자원의 낭비"라고 강조했다. 이 법은 1996년 7월 1일부터 시행되었다.
1998년 빅토리아주는 오스트레일리아 최초로 산업용 대마의 상업적 생산을 허용하는 법안을 통과시켰고, 같은 해 퀸즐랜드주 역시 허가를 받았다. 1986년 약물 오남용법과 1987년 약물 오남용 규정은 퀸즐랜드에서 산업용 대마의 상업적 생산을 규제하고 있다.

### 2000-2012
도넬리와 홀에 따르면, 불법 약물 사용을 자발적으로 밝히려는 의지의 변화와 설문조사 방식 및 설계 변경이 관찰된 변화에 일부 기여했을 가능성이 높지만, 증가의 정도와 일관성으로 볼 때 실제로 대마초 사용이 증가했을 가능성이 크다는 것을 시사한다. 다양한 여론조사에 따르면 오스트레일리아 국민은 마리화나 합법화를 지지하는 것으로 나타났다. 2001년 국제마약통제위원회 보고서는 야외 재배가 감소함에 따라 오스트레일리아에서 대마초의 수경 재배가 증가하고 있다고 지적했다.
2001년 8월 13일부터 17일까지 당시 서오스트레일리아 총리였던 제프 갤럽은 지역 마약 정상회의를 개최했다. 이 정상회의에서는 대마초를 포함한 마약 정책과 관련된 45개의 권고안이 도출되었으며, 이 중 하나는 "민사 처벌 제도를 통한 금지"와 관련된 권고안이었다.
오스트레일리아 수도 준주 정부는 대마 섬유 산업 촉진법을 통과시켰고, 서오스트레일리아 정부는 2004년에 대마 산업 촉진법을 통과시켜 허가를 받은 산업용 대마의 상업적 생산을 허용했다.
오스트레일리아 수도 특별구(ACT) 정부는 헴프 섬유 산업 촉진법(Hemp Fibre Industry Facilitation Act)을, 서오스트레일리아 정부는 산업용 대마법(Industrial Hemp Act)을 2004년에 통과시켜 허가를 받은 상태에서 산업용 대마의 상업적 생산을 허용했다.
2004년 3월 22일, 갤럽 정부 하에 서오스트레일리아에서 대마초 침해 통지(CIN) 제도가 시작되었다.
2008년 대마 산업법에 따라 뉴사우스웨일스(NSW)에서 산업용 대마를 상업적으로 생산할 수 있도록 허가되었다.
2010년, 시드니 북부 해변의 한 대마 재배자가 자신의 뒷마당에서 합법적으로 500개의 대마 식물을 재배했다는 사실이 언론을 통해 보도되었다. 시드니 모닝 헤럴드는 재배자 리처드 프리어를 대마 전도사로 묘사하며, 대마는 음식에서 직물, 건축 자재에 이르기까지 모든 분야에서 사용될 수 있는 세상을 변화시키는 잠재력을 굳게 믿었다. 프라이어 부부는 
뉴사우스웨일스 1차 산업부의 허가를 받아, 대마의 부산물 활용(식품부터 직물까지) 장려를 목적으로 한 시범 프로젝트에 참여하고 있었다. 기사에서는 또한 프라이어가 2009년 12월, 오스트레일리아뉴질랜드 식품기준청에 대마씨를 인간이 섭취할 수 있도록 판매 허가를 신청했으며, 승인될 것으로 예상된다고도 언급했다. 2012년에는 대마 씨앗과 단백질을 건강식품 매장에서 쉽게 구매할 수 있지만, 제품이 식용이 아니라는 라벨이 붙어 있다.
2011년, 오랜 캠페인 끝에 갤럽이 주도하는 정부 하에서 도입된 CIN 제도는 바넷 정부 하에서 폐지되었다. 2003년 이 제도가 처음 도입되었을 때 바넷은 "이 법안으로 인해 젊은이들이 목숨을 잃을 것이다. 드라마틱하게 들릴 수도 있지만, 사실이다." 라고 말했다. CIN 제도 폐지는 "강력한 범죄 대응" 전략의 일환이었다고 알려졌다.
2012년 11월, 카나비노이드가 함유된 구강 점막 스프레이인 사티브엑스는 다발성 경화증과 관련된 근육 경련 치료를 위해 오스트레일리아 치료용품 등록부에 등재되었다.

### 2012-2024
2015년 태즈메이니아는 산업용 대마의 상업적 생산을 허가하는 산업용 대마법을 통과시켰다.
2015년 5월, 아우즈 캔은 노퍽섬에서 대마초를 재배할 계획을 발표했다. 2헥타르 규모의 부지에서 최대 10톤의 대마초 제품을 생산할 예정이었으며, 이를 캐나다로 수출할 계획도 포함되어 있었다. AusCann은 오스트레일리아 최초로 의료용 대마초 재배 및 수출 라이센스를 부여받은 기업이었다. 또한 크리스마스섬에서 대마초를 재배할 가능성도 검토했으나, 2016년 말까지 이러한 계획은 모두 철회되었다.
2015년 6월 25일, 상원은 개인의 선택과 지역사회에 미치는 영향에 대한 조사를 2016년 6월 13일까지 조사하고 보고하기 위해 상원 경제참고위원회에 회부했다. 그러나 2016년 7월 2일 총선으로 인해 이 조사는 중단되었고 이후 제45대 의회에서 다시 재개되지 않았다. 위원회는 2016년 5월에 마리화나 및 관련 제품의 판매 및 사용에 대한 중간 보고서를 제출했으며, "오스트레일리아 정부는 주 및 준주와 협력하여 이 금지, 비범죄화, 제한된 규제 완화 및 합법화에 대한 전 세계 다른 지역의 사례를 바탕으로 객관적인 평가를 수행하고 전체 비용 편익 분석을 수행해야 한다"고 권고했다.
2015년 10월 17일, 연방 정부는 의료 및 과학 목적으로 대마초의 상업 재배를 합법화할 것이라고 발표했다. 2016년 2월 24일, 오스트레일리아 의회는 의약 및 과학 목적의 대마초 상업 재배를 합법화하는 마약법 개정안을 발표했다.
2017년 11월 12일, 남오스트레일리아에서 산업용 대마의 상업적 생산이 2017년 산업용 대마법에 따라 허가를 받아 허용되었다. 같은 날, 오스트레일리아뉴질랜드 식품기준청(FSANZ)은 오스트레일리아에서 대마 씨앗을 식용으로 합법화했다.
2017년 부검관 앤서니 샤펠의 권고에 따라 비키 채프먼 법무장관은 남오스트레일리아에서 대마초 소지에 대한 벌금을 4배로 인상하고 징역형을 재도입하는 법안을 발의했다. 그러나 채프먼 장관은 지역사회의 반발 이후 징역형 재도입을 철회하며, 이러한 변화가 "지역사회의 상당 부분의 견해와 일치하지 않는다"고 밝혔다.
2018년 5월 9일, 데이비드 레이온젤름 상원의원은 주 정부가 연방 정부의 장벽 없이 대마초를 합법화하고 규제 및 과세할 수 있도록 하는 법안을   발의했다. 그는 '성인은 다른 사람에게 해를 끼치지 않는 한 자유롭게 선택할 수 있어야 한다'고 주장했다. 당시 주요 정당과 원 네이션 모두 이 법안을 지지하지 않았고, 이 법안은 2018년 10월 15일 두 번째 토론을 거쳐 2019년 7월 1일 의회 종료 시점에 폐기되었다.
2018년 9월, 퀸즐랜드 정부는 퀸즐랜드 생산성 위원회에 감옥 수감 및 재범 문제에 대한 조사를 실시하도록 지시했다. 최종 보고서는 2019년 8월 1일 퀸즐랜드 정부에 제출되었고, 2020년 1월 31일에 공개되었으며, 이 보고서는 대마초 합법화를 위한 단계적 개혁을 권고했다. 그러나 팔라셰이 퀸즈랜드노동당 정부는 자체 위원회의 권고를 거부하고 대마초 관련 법을 변경할 계획이 없다고 밝혔다.
2018년 10월 17일, 서오스트레일리아 입법위원회는 불법 약물 사용과 그 지역사회에 미치는 영향을 줄이기 위한 대체 접근법에 대한 특별위원회를 설립했다. 위원회는 다른 관할 구역에서 불법 약물 사용으로 인한 피해를 줄이기 위한 접근법을 조사하고 그 효과를 서오스트레일리아에서 현재 사용되는 접근법과 비교했다. 2019년 11월, 위원회는 "수갑이 아닌 도움: 불법 약물 사용으로 인한 피해를 줄이기 위한 증거 기반 접근법"이라는 제목의 보고서를 발표하며 개인적인 용도로 약물을 사용하고 소지할 경우 형사 처벌이 행정 처벌로 대체하고, 약물 사용은 건강 문제로 취급되어야 한다고 권고했다. 또한, 약물 사용 및 소지에 대한 건강 기반 대응은 개인적인 용도로 대마초를 재배할 수 있도록 규정한다는 등의 여러 권고 사항을 제시했다. 이 권고는 보고서가 공개된 직후 맥고원 주 정부에 의해 거부되었으며, 불법 약물 사용에 대한 접근법을 완화할 계획은 없다고 밝혔다.
2018년 11월 27일, 상원의원 리처드 디 나탈레는 기호용 대마초의 생산과 유통을 규제하기 위해 오스트레일리아 대마초 기관법을 발의했다. 그는 "대마초 사용을 계속 금지하는 것은 더 해롭다"며 오스트레일리아에 현실화를 촉구했다. 그리고 "약물 및 알코올 의사였던 저는 마약에 대한 강경한 접근 방식이 사람들에게 얼마나 해로운지 보았다."고 덧붙였다.
2019년 2월 20일, ACT 입법회의는 2018년 의존성 약물(개인용 대마초 사용) 개정안을 보건·노인·지역사회 서비스 상임위원회에 회부하여 조사할 수 있도록 하는 법안을 통과시켰다. 위원회는 2019년 6월 6일에 보고서를 제출해 이 법안을 통과시킬 것을 권고했으며, 채택된 여러 다른 권고 사항들도 ACT 정부가 ACT 경찰과 협력하여 장애 여부를 테스트하는 대마초 운전 정책을 결정할 것을 권고했다. 개인용 대마초 사용 법안은 2019년 9월 25일에 통과되었지만, 2020년 1월 31일부터 새로운 법이 발효되어 소량의 대마초와 1~2개의 식물을 소지하는 것은 의존성 약물법에 따른 범죄로 남아 있다. 그러나 이 법은 18세 이상의 사람들에 대한 예외를 규정하여, 개인당 최대 50그램의 건조 물질, 150그램의 습윤 물질을 소지할 수 있으며, 가구당 최대 4개의 식물을 재배할 수 있도록 허용한다. 18세 미만 사람들은 개정안에 따라 면제 대상이 아니며, 경찰관은 18세 미만 사람들에게 SCON(단순 대마초 위반 통지서)을 발급하거나 약물 및 알코올 전환 프로그램으로 전환할 수 있는 궁극적인 지침을 가지고 있다. 만약 SCON 벌금을 60일 이내에 납부한다면 유죄 판결이 기록되지 않을 것이며, 벌금을 납부하지 않을 경우 법원에서 절차가 진행될 수 있다. 변경 사항에 따라 공공장소에서 대마초를 사용하는 것도 금지된다. 또한, 어린이나 청소년을 대마초 흡연에 노출시키거나, 어린이가 접근할 수 있는 상점 대마초를 재배하거나, 수경 재배나 인공 재배를 통해 대마초를 재배하거나, 대중이 접근할 수 있는 식물을 재배하거나, 다른 사람에게 대마초를 공유하거나 선물로 주는 등은 여전히 금지되어있다. 변경 사항의 영향을 평가하기 위해, 3년 이내에 지역 정부에 의해 검토가 진행될 것이다.
2019년 5월 31일, 빅토리아주 입법위원회는 법률 및 사회문제 위원회(Legal and Social Issues Committee)에 대마초 사용에 대한 조사를 시작하도록 지시했다. 조사의 목적은 빅토리아주에서 대마초에 대한 접근 및 사용 실태를 검토하고, 아동 및 청소년의 대마초 접근 및 사용을 방지하는 방법, 빅토리아주 내 불법 대마초 거래와 관련된 범죄 활동을 예방하는 방법, 대마초 사용과 관련된 공공 보건 및 공공 안전을 보호하는 방법 등을 살펴보는 것이었다. 위원회는 또한 해외의 성공적인 사례들을 평가하고 이를 빅토리아 주에 어떻게 적용될 수 있는지 고려하라는 지시를 받았다. 위원회는 2020년 5월 18일부터 2020년 8월 31일까지 대중으로부터 제출의견을 접수했다. 2021년 8월 5일, 위원회는 의회에 보고서를 제출했다. 이 보고서는 여러 권고사항을 포함하고 있으며, 그 중에는 "빅토리아주 정부가 성인 개인 사용을 위한 대마초 합법화의 영향을 조사할 것"과 "빅토리아주 정부가 대마초와 관련된 기존의 약물운전(drug driving) 위반 규정을 검토할 것"이 포함되어 있었다.  위원회는 "이는 장애 감지 및 측정에 사용할 수 있는 대체 방법을 고려해야 하며, "현재의 검사 방법은 약물로 인한 실제 인지 및 운동 능력 저하를 적절히 측정하지 못하며, THC는 약물의 영향이 끝난 이후에도 오랫동안 체내에 남아 검출될 수 있다는 점을 고려하여 대체적인 감지 및 측정 방법을 검토해야 한다."고 지적했다. 위원회는 또한 "학교 기반 약물 교육은 금욕을 강조하는 방식이 아니라 위해 최소화를 기반으로 할 때 더 효과적이다", "공공 보건 및 약물 교육 캠페인은 사용자에 대한 유해한 고정관념을 피하고 낙인을 강화하지 않도록 해야 한다", "대마초 사용 또는 소지에 대한 범죄 기록이 오히려 역효과를 일으키는 장벽을 생성한다"는 등의 여러 가지 결과를 발표했다.
2019년 8월 22일, 2022년 7월 2일 웨이백 머신에 보관된 농업 및 수자원 상임위원회는 오스트레일리아의 주요 생산 부문에 대한 기회와 장애물을 조사하고 보고하라는 지시를 받았다. 2020년 12월, 위원회는 여러 권고사항을 제시했으며, 그 중에는 농업·수자원·환경부가 "산업용 대마 재배 및 가공에 적용되는 규정을 검토할 것"이 포함되어 있다. 위원회는 또한 "이 검토에는 치료용 의약품청이 산업용 대마 제품을 어떻게 분류하고 있는지에 대한 검토가 포함되어야 하며, 식품, 섬유, 건강기능식품 등 대마 식물의 모든 가치를 생산자가 활용하는 데 장애가 되는 요인을 어떻게 극복할 수 있을지도 고려해야 한다"고 권고했다.
2019년 10월 15일, 케이트 페어만 의원은 뉴사우스웨일스에서 대마초 및 대마초 제품을 합법화하고, 대마초 및 그 제품의 판매, 공급 및 광고를 규제하며, 기타 관련 목적을 위한 2019년 대마초 산업 법안을 발의하겠다는 동의서를 제출했다.
2019년 11월 14일, 상원은 환자 접근에 관한 현재의 장벽이라는 제목의 조사를 상원 사회복지위원회에 회부했다. 2020년 3월 26일, 이 조사는 "보건부가 오스트레일리아 의사협회, 오스트레일리아 일반 의사 학회 및 기타 전문 의학 학회 및 보건 전문 기관과 협력하여 지역사회 내 대마초 치료에 대한 낙인을 줄이기 위한 교육 및 공공 인식 캠페인을 개발할 것"을 권고했다. 위원회는 또한 "진정한 자가 치료 목적으로 대마초를 소지 및 재배한 경우"에 대한 사면을 포함한 여러 다른 권고 사항도 제시했다.
2020년 5월 6일, 북부 준주에서 대마 산업법 2019와 관련 규정이 발효되어 산업용 대마초의 상업적 생산이 허가되었다.
2021년 2월 17일, 케이트 페어만은 뉴사우스웨일스에서 대마초 및 대마초 제품을 합법화하고, 대마초 및 대마초 제품의 판매, 공급 및 광고를 규제하는 법안을 발의했다. 이 법안은 대마초와 관련된 다양한 사항을 포함하며, 추가적인 목적을 위한 법안이다.
2023년 8월 10일, 녹색당 상원의원 데이비드 슈브리지는 대마초 합법화 법안 2023을 오스트레일리아 상원에 제출했다. 이 법안은 기호용 대마초를 합법화하고 오스트레일리아 전역에 걸쳐 연방적으로 재배 및 공급하는 것을 목표로 한다. 이 법안은 노동당과 자유국민연립에서 공식적인 지지를 받지 못하고 있다. 이 법안은 현재 두 번째 독회와 토론을 진행 중이다.

## 사용
NCPIC 및 J. 코플랜드에 따르면, 오스트레일리아에서 대마초는 일반적으로 암컷 식물의 꽃봉오리(버드) 또는 수지샘(하시시라고도 함)을 모아서 만든 덩어리(또는 "콘") 형태로 흡연된다. 일반적으로 대마초는 봉, 파이프 또는 조인트를 사용하여 흡연하며, 최근에는 전자 증기화 장치를 통한 흡입도 점점 더 보편화되고 있다. 대마초는 또한 대마 팅크, 대마 식용 제품과 같은 형태로도 소비된다.
오스트레일리아에서 대마초 사용은 1970년대 이전까지는 일반적이지 않았으나, 그 이후 점진적으로 증가하여 1990년대 후반에 가장 높은 사용률을 기록했다. 대마초는 오스트레일리아에서 가장 일반적으로 사용되는 불법 약물이다. 2000년대 초반에는 선진국 전반에서 나타나는 사용 패턴과 비슷하게, 20대 초반에 사용이 가장 활발하며 이후 30대에 접어들면서 점진적으로 감소한다. 대마초를 실험적이거나 사교적 목적으로 사용하는 사람들의 약 90%는 매일 사용하거나 장기간 사용으로 이어지지 않으며 대부분 20대 후반에 사용을 중단한다.

### 소비

#### 2010-2020
대마초는 여전히 세계에서 가장 널리 사용되는 불법 약물로, 2018년 기준으로 15~64세 성인 인구의 연간 사용률은 3.9%에 해당하며, 이는 약 1억 9,200만 명이 최소 한 번 이상 대마초를 사용한 것으로 추정된다. 2018년 오스트레일리아와 뉴질랜드에서 보고된 대마초 소비량(10.6%)은 전 세계 평균(UNODC 2020)보다 상당히 높았다.
2019년 국가약물전략가구조사(NDSHS)에 따르면 대마초는 오스트레일리아 14세 이상 일반 인구 사이에서 다른 불법 약물에 비해 평생 및 최근 사용률이 가장 높은 약물로 나타났으며, 오스트레일리아 인구의 36%는 평생 대마초를 사용한 경험이 있으며, 2016년 대비 1% 증가했다. 11.6%는 최근 대마초를 사용한 경험이 있으며, 2016년 이후 1.2% 증가한 수치이다. 참고로, 2019년 조사에서는 처음으로 의사의 처방을 통해 오로지 의학적 목적으로만 대마초를 사용한 사람들을 식별하여 최근 사용률 통계에서 제외했다.
- 대마초를 사용하는 사람들의 평균 시작 연령 범위는 평균 18.9세, 중앙값 17.2세이다.
- 대마초를 사용한 사람들의 중간 연령은 2001년에 26세였으며, 2019년에는 31세로 증가했다.
- 최근(지난 12개월 내) 사용할 가능성이 가장 높은 연령대는 20-29세였다.
- 2016년 이후 대마초를 매일 사용하는 사람들의 비율이 2016년 36%에서 2019년 37%로 증가하고, 한 달에 한 번 대마초를 사용하는 사람들의 비율이 12.1%에서 12.8%로 증가했으며, 몇 달에 한 번 대마초를 사용하는 사람들의 비율은 17.3%에서 17.8%로 증가했으며, 1년에 한두 번 대마초를 사용하는 사람들의 비율은 34%에서 32%로 감소했다.

2016년 국가약물전략가계조사(NDSHS)에 따르면 대마초는 다른 불법 약물(표 S2.31 및 S2.32)에 비해 일반 인구 중 평생 및 최근 사용률이 가장 높은 것으로  나타났다.
2016년 오스트레일리아의 14세 이상 인구 중 35%(약 890만 명)는 평생 대마초를 사용한 적이 있었고, 10.4%(약 210만 명)는 지난 12개월 동안 대마초를 사용한 적이 있었다(그림 1).
최근 및 평생 대마초 사용은 지난 10년 동안 비교적 안정적으로 유지되었지만(AIHW 2017), 연령대별로 통계적으로 유의미한 변화가 있었다(표 S2.38 및 S2.39).

#### 2000-2010
14세 이상의 남성은 여성보다 대마초를 사용한 적이 있을 가능성이 약간 더 높았으며(37.1% 대 30.0%), 14세에서 19세 사이의 청소년 5명 중 1명은 대마초를 사용한 적이 있다고 보고했다. 이 성별 차이는 대부분의 연령대에서 나타났으나, 14~19세 그룹에서는 남성과 여성 간의 평생 사용률 및 최근 1년 내 사용률에서 큰 차이가 없었다.
전체 인구 중 30세에서 39세 사이의 사람들이 평생 동안 대마초를 사용했을 가능성이 가장 높았다(54.6%). McLaren과 Mattick에 따르면, 최근 사용률을 기준으로 했을 때 젊은 층에 비해 노년층의 대마초 사용 비율이 낮다는 점은 더욱 두드러진다. 14세 이상 남성은 해당 여성보다 지난 12개월 동안 대마초를 사용했을 가능성이 더 높았다(각각 100만 명과 160만 명). 14세에서 19세 사이의 청소년 중 12.9%가 이전 12개월 동안 대마초를 사용한 적이 있으며, 20세에서 29세 연령대가 이전 12개월 동안 대마초를 사용했을 가능성이 가장 높은 집단이었으며, 5명 중 1명이 대마초를 사용한 것으로 나타났다.
홀에 따르면 대마초 사용률은 상당히 높긴 하지만, 대부분의 사용자는 대마초를 드물게 사용한다. 2004년 가계 조사에 따르면 최근 대마초 사용자의 약 절반이 한 달에 한 번도 대마초를 사용하지 않는 것으로 나타났다. 그러나 매일 대마초를 사용하는 최근 사용자 비율도 무시할 수준은 아니며, 오스트레일리아 보건복지연구소는 이를 16%로 보고했다. 30세에서 39세 사이의 사람들이 매일 대마초를 사용할 가능성이 가장 높았다. 2004년 가계 조사에 따르면 정기적으로 대마초를 사용하는 모든 응답자 중 하루에 흡연하는 콘이나 관절의 평균 개수는 3.2개였다.
통계에 따르면 1995년부터 2007년까지 (1998년에 정점을 찍은 후) 최근 12개월 내 대마초를 사용한 14세 이상 남녀 모두 비율이 꾸준히 감소했다. 2004년과 2007년 사이에는 그 감소 폭이 특히 두드러졌다. 최근 대마초 사용은 1998년 이후 지속적으로 감소했으며, 2004년과 2007년 사이에는 11.3%에서 9.1%로 크게 감소했다. 가계 설문조사 데이터의 단면연구에 따르면 대마초에 입문한 연령은 시간이 지남에 따라 감소하고 있는 것으로 나타났다. 2006년 오스트레일리아 정신건강위원회에 따르면, 12세에서 19세 사이의 평균 첫 사용 연령은 14.9세로 이전 해보다 현저히 낮았다.
학교에 재학 중인 학생들 중 지난 1년 동안 대마초를 사용했다고 인정한 비율은 1996년 32%에서 2005년 14%로 감소했다. 오스트레일리아에서는 대마초를 비교적 쉽게 구할 수 있는 것으로 간주되며, 인구의 17.1%가 대마초를 권유받거나 사용할 기회를 가졌다고 응답했다.
2010년 오스트레일리아에서 대마초를 사용하는 사람들의 수는 2007년 160만 명에서 2010년 190만 명으로 증가했지만, 최근 대마초를 사용한 사람들의 비율은 감소하고 있었다. 그러나 2010년에는 통계적으로 유의미하게 증가하여 2007년에는 9.1%에서 10.3%로 증가했으며(표 6.1),  이 증가는 남성과 여성 모두에게서 나타났다.

### 오스트레일리아 원주민
역사적, 사회적 요인들은 원주민 공동체들 사이에서 담배와 술의 사용이 널리 퍼져 있으며, 퍼킨스, 클라우 등에 따르면 불법 약물(특히 대마초) 사용은 오스트레일리아 비원주민 인구보다 오스트레일리아 원주민과 토레스 해협 섬 주민들 사이에서 더 높은 것으로 나타났다.
도시나 외딴 원주민 커뮤니티에서 대마초 사용에 대한 자세한 정보는 부족하다. NCPIC의 J. Copeland와 다른 연구자들은 2001년 국가 약물 전략 가구 조사 결과를 인용하여 지난 12개월 동안 원주민과 토레스 해협 섬 주민 응답자의 27%가 대마초를 사용했다고 보고한 반면, 오스트레일리아 원주민이 아닌 사람들의 13%는 대마초를 사용했다고 보고했다. 그러나 이러한 결과는 비도시 원주민 인구에서 대마초 사용을 과소 보고할 가능성이 높으며, 커뮤니티는 종종 작고 고립되어 있으며 이동성이 높아 데이터 수집에 문제가 된다. 외딴 원주민 커뮤니티에 대한 자세한 정보는 주로 오스트레일리아 북부 지역의 탑 엔드에서 여러 공동체를 대상으로 한 표적 연구에서 나온다.
대마초 사용에 관한 원주민 인구에 대한 정보를 제공하는 연구들은 대체로 주요 비원주민 인구에서 볼 수 있는 것보다 더 심각한 대마초 남용 패턴을 보이고 있다. 1980년대 중반 왓슨과 다른 연구진(95명)이 실시한 설문조사에서는 탑엔드 원주민 공동체에서 대마초 사용이 전혀 발견되지 않았다. 그러나 1990년대 후반까지 원주민 연구위원회는 동부 아르넴랜드에서 남성의 31%와 여성의 8%가 대마초를 사용했다는 정보를 제공했다. 2002년에 실시된 추가 연구에 따르면 13세에서 36세 사이의 남성 67%와 여성 22%가 대마초를 정기적으로 사용하고 있는 것으로 나타났다. 1997년 오스트레일리아 원주민의 NSW 인구 2명을 대상으로 실시한 약물 사용에 관한 설문조사에 따르면 38%가 대마초를 사용한 적이 있는 것으로 나타났다. 1997년 NSW에서 실시된 두 개의 원주민 인구에 대한 약물 사용 조사에서는 38%가 대마초를 사용했다고 보고했다.
2004년 국가 마약 전략의 일환으로 도시 지역에 거주하는 원주민 인구를 대상으로 약물 사용에 대한 설문조사가 실시되었다. 조사 결과, 48%는 최소 한 번 이상 대마초를 사용한 경험이 있었고, 22%는 지난 1년 동안 대마초를 사용한 적이 있는 것으로 나타났다. 원주민과 토레스 해협 섬 지역 사회에서는 원주민이 아닌 그룹(각각 11%, 4%)보다 정기적인 대마초 사용(최소 주 1회)이 더 흔했다.
2018-19년 국가 약물 사용 및 건강 조사(NDSHS)는 14세 이상의 원주민과 토레스 해협 섬 주민에게 지난 12개월 동안 불법 물질을 사용했는지 여부를 물었다. 5.5%는 지난 12개월 동안 대마초를 사용한 적이 있다고 응답했으며, 이는 원주민이 아닌 오스트레일리아인(12.0%)보다 거의 1.3배 높은 수치이다.
대마초 사용에 대한 원주민과 비원주민 인구 간의 데이터를 비교하면, 최근 대마초 사용 비율과 대마초를 한 번이라도 사용한 경험이 있는 응답자의 비율에서 차이가 있다. 비원주민 인구에서는 지난 12개월 동안 대마초를 사용한 비율이 대마초를 한 번이라도 사용한 비율의 약 1/3에 해당하지만, 원주민 인구에서는 정기적인 사용과 평생 사용 비율 간의 차이가 몇 퍼센트 포인트에 불과하다는 연구 결과가 있다.
맥라렌과 매틱에 따르면, 원주민과 토레스 해협 섬 주민 공동체에서 대마초 사용 비율이 높은 이유는 복합적이며, 사회적 약물 사용 결정 요인과  관련이 있을 가능성이 높다. 유해 물질 사용과 관련된 위험 요인은 종종 이 인구 집단이 경험하는 소외와 소외에서 비롯되는 건강 및 사회적 복지 악화와 관련이 있으며, 이는 이들 공동체가 겪은 소외와 재산 박탈에서 비롯된 것이다. 스푸너와 헤서링턴은 유해 물질 남용의 많은 사회적 결정 요인이 원주민과 토레스 해협 섬 주민 공동체에서 불균형적으로 존재한다는 것을 확인했다.
2020년 6월, 가디언은 자유정보법을 사용하여 입수한 데이터를 통해, 뉴사우스웨일스 경찰이 소량의 대마초를 소지한 원주민 중 82% 이상에 대해 형사 기소를 진행한 반면, 비원주민의 경우에는 52%만이 기소되었다고 밝혔다. 즉, 원주민은 형사 기소를 받을 가능성이 매우 높은 반면, 비원주민은 경고만 받는 경우가 더 많다는 것이다.

### 합성 대마초
2011년 6월 이전에는 오스트레일리아에서 합성 대마초는 비교적 잘 알려지지 않았다. 그러나 서오스트레일리아 광산에서 의무적으로 실시된 직원 약물 검사 결과, 직원 10명 중 1명이 합성 대마초에서 발견되는 화합물을 섭취한 것으로 나타났다. 합성 대마초가 자연적으로 재배된 대마초보다 인기를 끌었던 이유는 합성 대마초의 화합물이 오스트레일리아의 약물 목록 관리 기관인 오스트레일리아 의약품 및 독극물 균일 스케줄링 표준(SUSMP)에 아직 불법으로 등재되지 않았기 때문에 사용자들이 "합법적으로 높은" 수치를 얻을 수 있었기 때문이다. 시드니 대학교의 심리약리학 박사 과정 학생인 리처드 케빈은 합성 화합물이 쥐에 미치는 영향을 연구하고 있으며, 사람들이 이러한 제품을 사용하는 이유 중 하나는 약물 검사를 피하기 위해서라고 말했다.
합성 대마초가 기호용 약물 사용자들 사이에서 인기가 많아지자, 보건 전문가들이 약물을 연구하기 시작했다. 약물 및 알코올 리뷰의 연구 결과, 316명의 참가자 중 291명이 합성 대마초 사용 패턴과 관련된 온라인 설문조사에서 부작용을 보고한 것으로 나타났다. 이러한 부작용에는 공황, 구토, 우울증, 정신병 등이 포함되었으며 일부는 의료 지원을 고려할 만큼 부작용이 심각하다고 느꼈다.
뉴사우스웨일스 대학교의 도움을 받아 수행된 추가 연구에 따르면, 자가 보고된 합성 약물 사용자 1100명 중 합성 대마초를 시도한 적이 있는 사람의 10%가 죽을 것 같다고 느꼈으며, 75%는 다시 시도하지 않겠다고 답했다.
합성 대마초를 대량으로 사용하는 사람들은 진정되거나 방향 감각을 잃을 수 있으며, 독성 정신병을 경험할 수 있다. 이들은 자신이 누구인지, 어디에 있는지, 무엇을 하고 있는지 모를 수 있다. 고용량은 또한 감정의 변동, 단편적인 사고, 편집증, 공황 발작, 환각, 현실 감각 상실을 유발할 수 있다.

## 법률 및 정책
1913년 오스트레일리아는 국제 헤이그 마약 협약에 서명하고 아편 이외의 약물에 대한 수입 통제를 확대했다. 1921년에는 첫 번째 국제 마약 조약(아편 협약)이 체결되었고, 1925년 제네바 아편 및 기타 약물 협약에서는 대마초, 아편, 코카인, 모르핀 및 헤로인의 제조, 수입, 판매, 유통 및 사용을 의학적 및 과학적 목적으로만 제한하는 규정을 두었다.
1926년 오스트레일리아 연방 정부는 대마초 수입을 금지했다. 1928년 빅토리아주는 독극물법을 제정하고 대마초에 대한 규제를 시작한 최초의 주가 되었고, 남오스트레일리아(1934년), 뉴사우스웨일스(1935년), 퀸즐랜드(1937년), 서오스트레일리아(1950년), 태즈메이니아(1959년)가 그 뒤를 이었다. 1940년 연방 정부는 인도 대마의 수입 제한을 확대하여, 대마를 포함한 제재에 대한 규제를 강화했다.
1961년 오스트레일리아는 국제 단일 마약 협약에 서명했으며, 이 협약은 대마초를 의약품으로 사용할 수 있도록 하는 의무를 지원한다. 1967년 5월 30일, 오스트레일리아 연방 정부는 마약법을 도입하여 1961년 단일 마약 협약에 따라 오스트레일리아가 지켜야 할 특정 의무를 이행하기 위해 제정되었다. 이후 1961년 단일 마약 협약은 향정신성 물질 협약 과 마약 및 향정신성물질의 불법거래방지에 관한 국제연합협약에 의해 보충되었다.
2016년 2월 24일, 오스트레일리아 의회는 의료 및 과학적 목적으로 대마초 재배를 합법화하는 마약법 개정안을 통과시켰다.
2017년 11월 12일, Food Standards Australia New Zealand(FSANZ)는 오스트레일리아에서 대마 식품을 사람이 섭취할 수 있도록 합법화했다.
약물 전략 장관회의에 따르면, 국가 마약 전략과 그 물질별 전략은 오스트레일리아의 일반 인구를 대상으로 작성되었다. 2003-2006년 아보리진과 토레스 해협 섬 주민을 위한 보완적 행동 계획은 이러한 국가 행동 계획을 오스트레일리아 원주민 커뮤니티에 적용할 수 있도록 보완책으로 개발되었다.
Copeland와 NCPIC의 다른 사람들에 따르면, 오스트레일리아에서 대마초 관련 범죄를 다루는 일관적인 법률은 없다. 대신 각 주와 준주에서 자체적으로 법률을 제정하고 있다. 일부 관할 지역에서는 소지, 사용 및 공급에 대해 형사 처벌을 시행하는 반면, 일부 관할권에서는 경미한 대마초 범죄에 대해 민사 처벌을 시행한다. 형사 범죄에 대한 유죄 판결은 범죄 기록을 유도하며 징역형과 높은 벌금에 처해질 수 있다. 반면, 민사 처벌은 범죄 기록으로 이어지지 않으며 일반적으로 더 적은 벌금, 의무적인 치료 및 전환 프로그램으로 처리된다.
2025년 3월, 독립적인 비용 추산에 따르면, 오스트레일리아에서 기호용 대마초의 합법화가 오스트레일리아 예산에 연간 7억 달러의 수익을 창출할 수 있다고 추정했다.

### 오스트레일리아 주 및 준주
| 기호용 합법 | 의료용 합법 | 불법 | D 비범죄화 |

| State                    |    | Possession | Cultivation                                                                                             | Medical        | Notes                   |
| ------------------------ | -- | --- | --- | -------------- | ----------------------- |
| 오스트레일리아 수도 준주 |    | 최대 50그램의 말린 대마초 또는 최대 150그램의 신선한 대마초 합법화                                                                                         | 1인당 최대 2개의 대마초 식물을 집에서 사용할 수 있으며, 가구당 최대 4개의 대마초 식물을 사용할 수 있다. | 연방법         | [ 69 ]                  |
| 뉴사우스웨일스           |    | 불법; 처음 두 번의 위반과 15그램 미만일 경우, 최대 $2,200 및 소지 기간 2년                                                                                 | 불법, $11,000 및 비교통량 2년                                                                           | 연방법         | [ 117 ] [ 118 ]         |
| 북부준주 지역            | D* | 불법; 50그램 이하일 경우 최대 $200 벌금 공공장소에서 50그램 이상 소지 시 최대 2년                                                                          | 불법, 비수성 식물 2종에 대해 $200 벌금 부과 아이 앞에서 배양한 경우 최대 종신형                         | 연방법         | [ 119 ]                 |
| 퀸즐랜드                 |    | 불법; 초범일 경우 전환 및 50그램 미만 그렇지 않은 경우 최대 15                                                                                             | 불법 | 연방법         | [ 120 ]                 |
| 남오스트레일리아         |    | 불법, 100그램 이하일 경우 최대 $150 벌금 최대 $2000 및 >100그램 2년                                                                                        | 불법, 비수성 식물 1그루에 최대 $150 벌금                                                                | 연방법         | [ 121 ]                 |
| 태즈메이니아             |    | 불법; 처음 세 번의 위반과 50그램 미만인 경우 전환, 최대 $7950 및 >50그램 2년                                                                               | 불법 | 연방법         | [ 117 ] [ 122 ] [ 123 ] |
| 빅토리아                 |    | "불법; 첫 번째 또는 두 번째 범죄이며 50그램 이하일 경우 중재 프로그램, 소지 시 최대 $2,200 벌금과 2년 징역형, 밀매 시 최대 $550,000 벌금과 15~20년 징역형" | 불법 | 주법 및 연방법 | [ 117 ]                 |
| 서오스트레일리아         |    | 불법; 첫 번째 범죄이며 10그램 이하일 경우 중재 프로그램, 10-100그램 소지 시 최대 $2,000 벌금과 2년 징역형, 100그램 초과 시 최대 $20,000 벌금과 2년 징역형  | 불법 | 연방법         | [ 124 ] [ 125 ]         |

오스트레일리아 수도 준주에서는 2019년 9월 25일에 개인 대마초 사용 법안이 통과되었고, 2020년 1월 31일에 새로운 법이 발효되었다. 소량의 대마초와 한두 개의 식물을 소지하는 것은 여전히 법적으로 금지되어 있다. 그러나 이 법은 18세 이상의 사람들에 대한 예외를 규정하여 최대 50그램의 건조 물질, 150그램의 습식 대마초, 개인당 최대 2그루와 가구당 최대 4그루까지 소지할 수 있도록 허용한다. 18세 미만의 사람들은 이 법의 예외 적용을 받지 않으며, 경찰관은 18세 미만의 사람들에게 SCON(간단한 대마초 위반 통지)을 발급하거나 약물 및 알코올 전환 프로그램으로 유도할 수 있다. 60일 이내에 SCON 벌금을 지불하면 유죄 기록은 남지 않으며, 벌금을 지불하지 않으면 법원에 재판을 받을 수 있다. 변경된 법안에 따르면 또한 공공장소에서 대마초를 사용하거나, 어린이 또는 청소년에게 대마초 연기를 노출시키거나, 대마초를 어린이가 닿을 수 있는 곳에 보관하거나, 수경 재배나 인공 재배를 통해 대마초를 재배하거나, 대중이 접근할 수 있는 곳에서 식물을 재배하거나, 다른 사람에게 대마초를 선물로 주거나 나누거나, 대마초가 체내에 있는 상태로 운전하는 것도 금지된다. 또한 18세 이하의 사람은 대마초를 재배, 소지 또는 사용할 수 없다.
남오스트레일리아에서는 1996년 범죄의 소멸시효법에 따라 18세 이상의 사람들에게 단순 대마초 위반이란 인위적인 증강 없이 대마초 한 그루를 재배하는 것, 최대 100그램의 대마초 소지, 최대 20그램의 대마초 수지 소지, 공공장소를 제외하고 대마초를 소비하는 것을 의미한다. 단순 대마초 범죄는 법원 소환장이나 범죄 기록을 작성할 필요가 없는 벌금 고지서(위반 고지서)에 의해 처벌된다. 고지서를 납부하지 않으면 일반적으로 최대 $500-$1000의 벌금이 부과되며 범죄 기록이 남을 가능성이 있다. 공급 및 저수준 재배 범죄는 최대 $2000의 벌금 또는 2년의 징역형에 처해질 수 있다. 밀매, 판매 및 상업적 재배 또는 '대형 상업적' 수량의 재배는 최대 $200,000 및 25년의 징역형에 처해질 수 있다.
서오스트레일리아에서는 2011년 8월부터 대마초를 10그램 이하로 소지한 사람은 의무적인 1:1 상담 세션에 참석해야 하는 Cannabis Intervention Requirement (CIR) 통지서를 받을 수 있다. 18세 이상의 사람은 한 번의 CIR만 받을 수 있으며, 14세에서 17세 사이의 청소년은 두 번까지 CIR을 받을 수 있다. 이후 소규모 대마초 관련 범죄는 법정을 통해 기소된다. 10그램을 초과하는 대마초를 소지한 사람은 최대 A$2000 또는 2년의 징역형 또는 두 가지 모두를 처해질 수 있다. 100그램 이상의 대마초를 소지한 사람은 해당 양을 공급 목적으로 소지한 것으로 간주되며, A$20,000 또는 2년의 징역형에 처해질 수 있다. 반대하는 정치권은 정부가 라일락 패스 사건과 같이 다수의 밀매 약물 실험실 폭발 사고 이후 공공의 약물 실험실에 대한 두려움을 반영해 법을 강화하려 했다고 비난했다.
퀸즐랜드에서는 1987년 마약 오남용 규제법에 따라 대마초 또는 1급 또는 2급 마약 소지는 최대 15년의 징역형에 처해지며 범죄에 해당한다. 2000년 경찰 권한 및 책임법에 따라 50g 이하의 마약 소지하고 다른 범죄를 저지르지 않는 사람은 경찰의 재량에 따라 마약 전용 프로그램을 제공받을 수 있다. 퀸즐랜드에서는 위험한 마약을 제공, 유통, 판매, 투여, 운송 또는 공급하는 것이 범죄에 해당한다. 마약이 사람의 집, 자동차 또는 점유자가 있는 다른 장소에 있는 경우, 다른 방법으로 입증할 수 없는 한 마약을 소지하고 있는 것으로 간주되며, 이를 반박할 수 있는 증거를 제시하지 않는 한 이를 입증할 책임이 있다. 위험한 마약의 수입 및 밀매는 각각 최대 무기징역형을 부과하는 범죄이다.
뉴사우스웨일스에서는 1985년 마약 오남용 및 인신매매법 제21조에 따라 대마초를 소지하는 것은 범죄로 간주되며 최대 2년의 징역형 및 최대 2,200달러의 벌금을 부과받을 수 있다. 개인이 최대 15g의 대마초를 소지한 경우, 경찰의 재량에 따라 마약 및 알코올 전용 프로그램으로 전환될 수 있으며, 최대 두 번까지 전환 조치를 취할 수 있다. NSW 형사소송법 제333조(1986)에 따라 경찰은 400달러의 벌금 고지서를 발부할 재량권을 가지고 있다. 뉴사우스웨일스 경찰은 대마초 경고 제도를 운영하고 있는데, 이는 개인이 15그램 이하의 대마초를 개인용으로 소지했다고 인정하고 폭력, 마약, 성폭행 관련 범죄로 유죄 판결을 받은 적이 없으며 다른 범죄를 저지르지 않은 경우, 경찰의 재량에 따라 경고를 받을 수 있는 제도이다. 상업용 대마초를 대량으로 제조하거나 재배하는 것은 최대 무기징역 또는 $550,000의 벌금을 부과할 수 있다. 소규모지만 기소 가능한 양은 최대 15~20년 및 $220,000~$385,000의 벌금을 부과할 수 있다. 기소 가능한 양보다 적은 양의 대마초를 제조하거나 재배하는 경우 최대 11,000달러 또는 2년의 징역형에 처해질 수 있다.
태즈메이니아에서는 2001년 마약 남용법에 따라 대마초 소지가 형사 범죄로 간주되며, 주 내에서 법원 중재 프로그램이 운영되고 있다. 최대 50g의 대마초 소지에 대해 최대 세 번까지 경고가 부과될 수 있으며, 각 주의 사항에 따라 개입과 치료를 위한 전환 절차가 마련되어 있다. 이러한 도구 소지 시 최대 벌금은 50 penalty unit이다. 소지 시 최대 벌금은 $7950과/또는 2년의 징역형이다. 밀매는 최대 21년의 징역형에 처해질 수 있다. 소량의 밀매는 최대 4년의 징역형에 처해질 수 있다. 또한, 특정 대마초 관련 범죄와 관련된 활동을 위해 자신의 집이나 점유지를 사용하도록 허용하거나 방치한 소유자 또는 거주자는 범죄로 간주될 수 있으며, 이 경우 최대 50 penalty unit의 벌금이나 2년을 초과하지 않는 징역형 또는 두 가지 모두에 처해질 수 있다.
빅토리아주에서는 대마초 소지 및 사용이 범죄이며, 이 주에서는 범죄자를 교육, 평가 및 치료 프로그램으로 전환시키는 것을 목표로 하는 중재 프로그램이 운영된다. 빅토리아에서 최대 50그램의 대마초를 소지하면 경고를 받고 교육 프로그램(빅토리아 대마초 경고 프로그램)에 참여할 기회를 제공받을 수 있다. 단, 경고는 최대 두 번까지 발급될 수 있다.
1990년 마약 남용법에 따라 북부준주 지역의 성인들은 대마초를 최대 50그램, 해시 오일 1그램, 해시 또는 대마초 씨앗 10그램, 또는 비수경식물 2그루를 소지한 사람은 경찰의 재량에 따라 A$200의 벌금을 부과받고 28일 이내에 이를 해결할 수 있는 기회를 제공받을 수 있다. 만약 해결하지 않으면 최대 50 penalty unit 또는 A$7,750의 벌금을 법정에서 부과받을 수 있다. 여기서 1 penalty unit은 A$155에 해당한다. 공공장소에서 대마초를 소지하는 경우 최대 2년의 징역형에 처해질 수 있다. 어린이 앞에서 대마초를 재배하는 경우에는 무기징역형에 처해질 수 있다. 상업적 양의 밀매는 최대 25년의 징역형에 처해질 수 있으며, 상업적 양 미만의 밀매는 최대 2년의 징역형에 처해질 수 있다.

### 대마초 기구
오스트레일리아의 모든 주와 준주에서는 '마약물'의 판매 및 공급을 범죄화하고 있지만, 각 관할 구역마다 법률이 조금씩 다르다. '마약물'의 소지는 오스트레일리아의 모든 관할권에서 빅토리아와 ACT의 면제를 받아 범죄로 간주된다.
뉴사우스웨일스주에서 "약물 투여 기구" 소지에 대한 최대 처벌은 20 벌금 단위의 벌금 또는 2년의 징역형이다.
서오스트레일리아에서 "약물 소지"에 대한 최대 벌금은 36,000 오스트레일리아 달러 또는 3년의 징역형 또는 두 가지 모두이다.
NT에서 "위험한 약물을 투여한 물건의 소지"에 대한 최대 벌금은 최대 50 벌금 단위의 벌금 또는 6개월의 징역형이다.
QLD에서 "위험한 약물의 투여, 섭취 또는 흡연과 관련된 물품 소지"에 대한 최대 처벌은 2년의 징역형이다.
SA에서 "통제 약물의 흡연, 소비 또는 투여와 관련된 장비의 소지"에 대한 최대 처벌은 최대 2000 오스트레일리아 달러의 벌금 또는 최대 2년의 징역형 또는 두 가지 모두 해당한다.
TAS에서 "통제 약물 투여에 사용되는 소지품"에 대해서는 최대 50개의 벌금 단위이다.

## 의학적 사용

### 법률 및 정책
2015년 10월 17일, 연방 정부는 의약 및 과학적 목적으로 대마초의 상업적 재배를 합법화할 것이라고 발표했다. 2016년 2월 24일, 오스트레일리아 의회는 의약 및 과학적 목적으로 대마초의 상업적 재배를 합법화하는 내용으로 마약법을 개정했다. 이 법은 2016년 11월 1일에 발효되었다. 2017년 2월 17일, 연방 보건부의 마약 통제국은 1967년 마약법의 의약용 대마초 조항에 따라 최초의 대마초 연구 면허를 발급했다.
대마초 의약품은 치료용 제품 등록청에 등록되어야 하며, 등록되지 않은 의약품은 ARTG(오스트레일리아 치료 제품 등록부) 등록에서 면제될 수 있다.현 재 ARTG에 등록된 유일한 대마초 의약품은 Savitex이다. 승인되지 않은 치료용 제품은 특별 접근 제도(SAS)를 통해 접근할 수 있으며, 일부 관할 지역에서는 관련된 주 또는 지역 승인이 필요할 수 있다. 다만, 의사는 Schedule 4에 속하는 칸나비디올(CBD) 의약품을 처방할 때 승인을 받을 필요는 없다. 의사는 또한 대마초 의약품을 환자에게 공급할 약국을 찾아야 할 수도 있다. 현재의 법률에 따라, 대마초 의약품에 테트라하이드로카나비놀(THC)이 포함된 경우, 환자는 운전하거나 중장비를 조작할 권리를 사실상 포기해야 한다.
2020년 12월 15일, 치료용품청(TGA)은 특정 저용량 칸나비디올(CBD) 제제를 일정 4(처방 의학)에서 일정 3(약사 전용 의학)으로 하향 조정하는 최종 결정을 발표했다. 이 결정은 TGA의 승인을 받아 오스트레일리아 치료용품 등록부(ARTG)에 포함된 제품에만 일반의약품 공급할 수 있도록 제한한다. 2020년 12월 15일 현재 ARTG에는 일정 3 기준을 충족하는 TGA 승인 제품이 없다. 자격을 갖추기 위해서는 약물이 CBD 4500mg 미만(하루 150mg)의 패킷으로 판매되어야 하며, 다른 칸나비노이드 함량이 2% 미만이어야 한다.

### 사용
2019년 국가 약물 전략 가구 조사에 따르면, 지난 12개월 동안 대마초를 사용한 사람들 중 6.8%는 의료 목적으로만 대마초를 사용했다고 답했으며, 16.3%는 때때로 의료 목적과 다른 이유로 대마초를 사용했다고 답했다. 이는 오스트레일리아 전체 인구의 2.7%(또는 약 60만 명)가 의료 목적으로 대마초를 사용하고 있음을 의미한다. 그 중 일부는 항상 또는 때때로 사용하고 있다. 오스트레일리아 전체 인구의 1% 미만만이 대마초를 의료 목적으로만 사용한다고 보고했다.
- 특히 60세 이상의 노년층은 대마초를 의료 목적으로만 사용하는 경우가 많았고, 20대는 의료 목적으로만 사용하는 비율이 가장 낮았다. 의료 목적으로만 대마초를 사용한 사람 중 43%가 50세 이상이었다. 이에 비해 의료 목적(비의료적 또는 불법적)으로 대마초를 사용하는 사람들 중 50세 이상은 16%, 14~29세는 49%에 불과했다.

### 공급 동향
2019년 NDSHS에 따르면, 의료용 대마초를 의사에게 처방받았는지 물었을 때, 의료 목적으로 대마초를 사용했다고 답한 사람들 중 3.9%만이 처방으로 대마초를 구입했으며, 1.8%는 항상 처방을 받았고 2.1%는 때때로 처방을 받았다고 답했다. 즉, 의료 목적으로 대마초를 사용했다고 보고한 사람들 중 95.9%는 의료용 대마초에 대한 합법적 접근이 승인된 지 3년 후인 2019년에 의사의 처방 없이 대마초를 사용했다고 답했다.
- 의료 목적(항상 또는 가끔)으로 대마초를 사용하는 사람들은 보통 친구(51%)로부터 대마초를 구입했지만 22%는 딜러로부터 대마초를 구입했으며, 7.3%는 직접 재배했고 2.2%는 건강상의 이유로 대마초를 처방받았다.

- 이후 국가 특별 접근 제도가 간소화되어 2021년 9월에 13,000건의 승인을 받아 TGA를 통해 대마초에 접근하는 환자 수가 65,000명 이상으로 증가했다.[137]

## 공급
오스트레일리아에서 의약용 대마초 제품과 그 공급은 오스트레일리아 치료용 품목 관리국에 의해 규제된다.

### 보급 및 가격

#### 2010-2020
오스트레일리아 보건복지연구소에 따르면 대마초는 오스트레일리아에서 비교적 쉽게 구할 수 있다. 정기적으로 대마초를 주사하는 약물 사용자와 엑스터시 또는 기타 각성제 사용자는 대마초가 "쉽게" 또는 "매우 쉽게" 구할 수 있다고 보고한다. 이러한 상황은 시간이 지나도 변하지 않았으며, 순도와 가격도 안정적이었다. 대마초의 구하기 쉬운 정도는 수경 재배 대마초가 가장 높았고(IDRS 사용자의 88%와 EDRS 사용자의 90%가 '쉽게' 또는 '매우 쉽게' 구할 수 있다고 평가했다). 자연재배 대마초는 그 뒤를 이었다(IDRS 사용자의 78%와 EDRS 사용자의 78%가 '쉽다' 또는 '매우 쉽다'고 평가했다). 최근 14세 이상 사용자가 보고한 대마초의 주요 공급원은 친구(66%)였으며, 2016년(AIHW 2017)에는 딜러(19.9%)가 그 뒤를 이었다(표 S2.5).
2020년 10월 4일 웨이백 머신에 보관된 오스트레일리아 형사정보위원회 불법 마약 데이터 보고서 2017-2018 보관됨 2020-10-04 - 웨이백 머신에 따르면
- 전국적으로 수경재배 대마초 1그램의 가격은 2017~18년 20~50달러로 비교적 안정적이었으며, 2016~17년의 10~50달러였다.

- 전국적으로 수경재배 대마초 1온스의 가격은 보고 기간 동안 200달러에서 450달러 사이였다.

- 2016-17년과 마찬가지로 2017-18년 성숙한 수경 재배 대마초 한 개의 가격은 2,000달러에서 5,000달러 사이였다,

- 퀸즐랜드와 노던 준주에서 보고된 대마초 수지 1그램의 가격도 이번 보고 기간 동안 $25에서 $50 사이로 안정적으로 유지되었다.

#### 2000-2010
오스트레일리아에서 대마초의 보급률은 이 식물이 널리 이용 가능함을 나타낸다. 2009년 10월 뉴사우스웨일스 대학교 국가약물알코올연구센터의 약물 동향 보고서에 따르면 NSW의 대마초 사용자 중 58%가 수경 재배 대마초를 "매우 쉽게" 구할 수 있다고 생각하며, 43%는 자연재배 대마초를 "매우 쉽게" 찾을 수 있다고 생각한다. 수경재배 대마초를 "매우 어렵게"(very difficult) 구할 수 있다고 여긴 사람은 0%였고, 자연재배 대마초를 "매우 어렵게" 구할 수 있다고 여긴 사람은 5%였다. 결과는 ACT(오스트레일리아 수도 특별구)의 수치는 더 낮음을 보여준다(42%가 수경재배 대마초가 "매우 쉽게" 구할 수 있다고 믿으며, 자연재배 대마초의 경우 29%가 "매우 쉽게" 구할 수 있다고 믿는다. 각각 3%와 7%는 대마초를 "매우 어렵게" 구할 수 있다고 믿는다).
빅토리아주는 뉴사우스웨일스와 유사한 수치를 보인다. 각각 66%와 32%가 대마초를 "매우 쉽게" 구할 수 있다고 믿으며, 각각 0%와 3%가 "매우 어렵게" 구할 수 있다고 믿는다.  태즈메이니아주도 유사한 통계를 보인다. 남오스트레일리아에서는 대마초(수경재배 또는 자연재배)를 "매우 쉽게" 찾을 수 있다고 생각하는 사람(각각 32%와 37%)이 적으며, 대다수는 대마초를 "쉽게" 찾을 수 있다고 생각한다(46%와 21%). 서오스트레일리아는 남오스트레일리아와 유사한 통계를 보고하며, 노던 준주도 마찬가지다. 퀸즐랜드는 뉴사우스웨일스와 유사한 통계를 보고하며, 응답자의 각각 64%와 56%가 수경재배 대마초와 자연재배 대마초를 "매우 쉽게" 구할 수 있다고 보고했고, 각각 3%와 6%는 "매우 어렵게" 구할 수 있다고 여겼다.
대마초의 대부분은 국내에서 생산되며 모든 주와 준주에서 야외 및 수경 재배가 일반적이다. 싱글과 기타 연구자들은 오스트레일리아의 기후와 넓은 토지 면적이 야외 재배에 도움이 된다고 지적한다. 오스트레일리아 범죄 위원회(ACC)에 따르면 대마초 1그램의 평균 가격은 20~35오스트레일리아달러이지만, 외딴 지역에서는 가격이 훨씬 더 비쌀 수 있다. 예를 들어 노던 테리토리의 외딴 지역에서는 1그램당 가격이 50~100달러에 달할 수 있다.
스태퍼드와 번스에 따르면, 수경재배 대마초 1온스의 가격은 2008년과 2009년 사이 A$300~$320에서 상승했으며, 자연재배 대마초(bush weed) 1온스의 가격은 A$200~$229으로 상승했다. NDSHS(국가 약물 전략 가구 조사)는 오스트레일리아인 6명 중 1명이 대마초를 사용할 기회를 제공받거나 사용할 기회를 가졌다고 보고했다. ACC는 2007년 NDSHS 응답자의 75%가 수경재배 대마초를 "쉽게" 또는 "매우 쉽게" 구할 수 있다고 묘사했다고 보고한다. 반면에 "자연재배 대마초"(야외 재배 대마초)는 그만큼 쉽게 구할 수 없으며, 응답자의 절반 이상이 "쉽게" 구할 수 있다고 보고했다.
국립 약물 및 알코올 연구 센터(NDARC)의 2009년 10월 약물 동향 보고서에서 응답자들은 대마초의 순도와 효능을 평가하도록 요청받았다. 통계에 따르면 일반적으로 수경재배 대마초는 높은 순도와 효능을 가진 것으로 간주된다(뉴사우스웨일스 61%; ACT 54%; 빅토리아 58%; 태즈메이니아 66%; 사우스오스트레일리아 65%; 웨스턴오스트레일리아 69%; 노던 준주 38% [14% 낮음; 31% 중간; 17% 변동]; 퀸즐랜드 58%). 자연재배 대마초는 순도와 효능이 중간 수준으로 간주되며(생산 과정의 변수가 더 크기 때문으로 설명됨), 일부 응답자들은 자연재배 대마초를 저품질로 분류하였다. 응답자들은 매일 또는 거의 매일 대마초를 사용한다고 보고하였다.
2007년 국가 약물 전략 가구 조사(NDSHS)에 따르면 대마초 사용자의 68.5%가 친구나 지인으로부터 대마초를 구입했다. 4.8%는 친척으로부터 대마초를 구입했고, 19.5%는 딜러로부터 대마초를 구입했다. 7.2%는 "직접 재배/제조/픽업" 등 다른 방법으로 대마초를 구입했다고 주장했다.

### 압류 및 체포

#### 2010-2020
오스트레일리아 보건복지연구소에 따르면 2017-2018년 오스트레일리아에서는 전국 불법 마약 압수 건수(52.4%)과 체포 건수(48.8%)의 대부분이 대마초에 대한 것이었다. 그러나 대마초는 압수된 불법 마약 무게의 28.3%에 불과했다. 2017-18년에는 72,381건의 대마초 체포가 있었으며, 지난 10년 동안 오스트레일리아 전역의 대마초 체포 건수는 30% 증가했다. 오스트레일리아에서 대마초 관련 체포 건수 72,381건 중 92%는 소비자 체포, 8%는 공급자 체포였다. 전국 대마초 압수 건수와 무게도 10년 동안 증가하여 2008-09년 46,875건에서 2017-18년 59,139건으로 증가했고, 압수 무게는 2008-09년 5,573kg에서 2017-18년 8,655kg으로 증가했다.
오스트레일리아 범죄정보위원회에 따르면 2018-19년 불법 마약 데이터 보고서에 따르면 “오스트레일리아의 대마초 수요와 공급 지표는 복합적인 양상을 보이지만, 전반적으로 크고 비교적 안정적인 시장을 가리킨다”고 한다. 오스트레일리아 국경에서 대마초가 적발된 건수는 2009-10년 1,454건에서 2018-19년 11,133건으로 지난 10년간 666% 증가했다. 적발된 대마초의 무게는 2009-10년 19.6kg에서 2018-19년 1,811.7kg으로 지난 10년간 9,144% 증가하여 지난 10년간 가장 높은 무게를 기록했다. 2018-19년 오스트레일리아 국경에서 대마초가 적발된 사례는 항공화물, 항공 승객/승무원, 국제 우편 및 해상 화물 흐름에 의해 발생했다. 번호별로는 국제 우편 흐름이 97%의 적발 건수를 차지했으며, 항공 화물(2%), 항공 승객/승무원(1%), 해상 화물(<1%)이 그 뒤를 이었다. 무게별로는 해상 화물이 83%의 적발 건수를 차지했으며, 국제 우편(11%), 항공 화물(6%), 항공 승객/승무원(<1%)이 그 뒤를 이었다.
2020년 6월, 뉴사우스웨일스 경찰이 소량의 대마초로 적발된 원주민의 82% 이상에 대해 형사 기소를 추구한 반면, 비원주민은 52%에 불과했다. 즉, 원주민은 형사 고발을 당할 가능성이 매우 높은 반면 비원주민은 경고만 받을 가능성이 더 높다. 이 데이터는 정보공개법을 통해 가디언에 의해 입수되었다.
2020년 12월 NSW 범죄통계연구소 데이터에 따르면 대마초 관련 범죄를 저지르고 사회경제적 지위가 낮은 지역에 거주하는 개인은 법원에 직면할 가능성이 훨씬 더 높은 반면, 높은 사회경제적 영역에 거주하는 개인은 낮은 사회경제적 영역에 거주하는 개인보다 주의를 받을 가능성이 훨씬 더 높았다.

#### 2000-2010
오스트레일리아 범죄 위원회(ACC)에 따르면, 2007/2008년 기준으로 대마초는 전국 불법 마약 체포 및 압수 중 가장 큰 비중을 차지했으며, 12개월 동안 전국적으로 5409kg(5,409,000그램)이 압수되어 오스트레일리아에서 압수된 불법 마약의 64%를 차지했다. 이는 41,660건의 대마초 압수로, 전체 압수 건수의 68%에 해당한다. 2007/2008년 대마초 체포 건수는 52,465건으로 2006/2007년 수치보다 7% 감소했다. 대부분의 체포는 여전히 퀸즐랜드에서 발생하고 있다. 2006년에 비해 약간 감소했음에도 불구하고, 대마초는 여전히 경찰 구금자들 사이에서 가장 흔하게 발견되는 마약이다. 자체 보고에 따르면, 대다수의 구금자들은 수경 재배된 꽃봉오리를 선호하며 실제로도 주로 이러한 형태의 대마초를 사용한다. 또한, 1990년대 중반 이후 대마초 체포 건수가 감소했음에도 불구하고 대마초 공급업체는 여전히 다른 어떤 마약 공급업체보다 더 자주 체포되고 있다. 예를 들어, 2005-06년에 마약 공급 혐의로 체포된 사람들 중 절반 이상이 대마초를 공급하고 있었다.

## 옹호
많은 오스트레일리아 및 국제 단체들이 21세기 오스트레일리아 마약 정책과 관련하여 개혁을 추진해 왔다. Unharm, 국제 마약 사용자 네트워크, 오스트레일리아 마약법 개혁 재단, NORML,Australia, 법 진행 금지 반대(LEAP) 등의 단체들은 정부의 재정 지원 없이 마약법 개혁을 옹호한다. 이들 단체의 회원은 일반 대중, 사회복지사, 변호사 및 의사들로 다양하게 구성되어 있으며, 세계 마약 정책 위원회는 이러한 단체들의 형성에 영향을 미쳤다.

### 정당들

#### 오스트레일리아 녹색당 (Australian Greens)
오스트레일리아 녹색당은 모든 성인(18세 이상)의 대마초 합법화를 지지한다.
퓨전당 (Fusion Party)
퓨전당은 오스트레일리아에서 대마초 합법화를 지지한다. 또한 해악 최소화 접근 방식을 옹호하는 등 전반적으로 마약 개혁을 지지한다.

#### 대마초 합법화 오스트레일리아당 (Legalise Cannabis Australia)
이 그룹은 1993년 나이젤 퀸란에 의해 대마초 금지 종식 운동(HEMP)이라는 이름으로 설립되었으며, 나이젤 프리마리화나라는 이름으로 후보로 출마했다. 2001년 오스트레일리아 선거관리위원회는 프리마리화나의 이름이 선거 명부에 추가되는 것이 적합한지 여부를 평가했으며, 위원회는 프리마리화나가 그 이름으로 선거 후보로 출마할 수 있음을 확인했다. 당은 2021년 9월에 이름을 대마초 합법화 오스트레일리아로 변경했다.
대마초 합법화 오스트레일리아당은 개인, 의료 및 산업용 대마초의 재합법화 및 규제에 중점을 둔 여러 정책을 가지고 있다:
- 보건 교육, 가정 재배 및 등록된 판매처를 통한 규제된 판매를 허용하여 대마초를 불법 시장의 범죄성과 분리하고 그에 따른 부패를 종식시키는 것.

- 대마초의 진통, 이완, 항구토 및 치유 특성을 활용해 의료용 사용을 허용하는 것.
- 연료, 섬유, 종이, 직물, 식품, 오일 및 기타 환경 친화적 제품을 생산하는 상업용 헴프 산업을 설립하는 것.
- 대마초 단독 소지로 투옥된 모든 사람을 석방하고, 과거 대마초 관련 범죄 기록을 모두 삭제하는 것.[148]

#### 대마초 합법화 퀸즐랜드당 (Legalise Cannabis Queensland Party, LCQ)
대마초 합법화 퀸즐랜드당은 오스트레일리아 의료용 대마초 사용자 협회(MCUA)의 회원들을 포함한 같은 생각을 가진 사람들로 구성된 그룹이 형성한 당이다. 2020년 10월 퀸즐랜드 주 선거에서 무소속으로 출마하고, 퀸즐랜드에서 대마초 법 개혁을 추진하기 위해 함께 일하며 자원을 공유하려는 의도로 페이스북 그룹을 만들었다. 이들은 몇 차례 대면 회의를 통해 문제와 정책에 대해 논의했다. 그 후 한 사람이 아마도 정당이 더 나은 방법일 것이라고 제안했다. 그러자 이미 잘 확립된 연방 HEMP 당의 회장인 마이클 발더스톤이 이 소식을 환영하면서 그들의 활동을 지지했다. 2020년 7월 1일, 그들은 오스트레일리아 선거관리위원회에 등록 서류를 제출하고 10월 퀸즐랜드 주 선거에서 후보를 출마시키기 위해 준비를 했다. 2020년 9월 1일, ECQ는 당의 회원 명단을 확인하고 이를 선거 관리 위원에게 최종 승인을 받기 위해 보냈다. 그 후 2020년 9월 11일, 당은 공식적으로 승인을 받았다. 이 당은 퀸즐랜드에서 개인적, 의료적, 산업적 목적을 위한 대마초의 재합법화와 규제를 중심으로 한 여러 정책을 가지고 있다. 당 등록 이후, 서오스트레일리아와 남오스트레일리아에서도 당의 관련 단체들이 설립되었다.

#### 자유민주당 (Libertarian Party)
자유민주당은 성인용 대마초 합법화를 지지한다.

#### 이유당
이유당은 오스트레일리아에서 대마초 합법화와 18세 이상의 합법적이고 규제된 대마초 시장을 지지한다.

#### 빅토리아 사회주의자들(Victorian Socialists)
빅토리아 사회주의자들은 대마초 합법화와 규제된 합법 시장을 지지하며, 세금으로 약물 오남용 및 중독 문제를 해결하는 연구 및 프로그램에 사용할 것을 지지한다.

#### 기타
오스트레일리아 내 많은 주요 정치당은 의료용 대마초를 지지하지만 기호용 대마초 사용에는 반대한다. 여기에는 중도우파 자유국민연립(자유당과 국민당)과 중도좌파 노동당이 모두 포함된다. 이 정책을 가진 다른 소수당으로는 원 네이션, 캐터의 오스트레일리아당, 그리고 중도연대가 있다.

#### 오스트레일리아 대마초당 (Australian Marijuana Party)
오스트레일리아 대마초당은 짐 빌링턴이 설립한 오스트레일리아의 정당으로, 1970년대부터 1980년대에 활동하며 대마초 합법화를 위한 캠페인을 벌였다.
이 정당은 독립 언론인이자 작가인 JJ 맥로치, 장애 및 대마초 옹호자인 그웬다 우즈 등 여러 후보를 출마시켰지만, 당선된 후보는 없었다.

### 공공지원
불법 약물 합법화에 대한 지지는 2004년과 2007년 사이에 약간 감소했으며, 대마초 개인 사용 합법화에 대한 지지도 2004년과 2007년 사이에 27.0%에서 21.2%로 감소했다. 남성이 여성보다 합법화를 지지할 가능성이 더 높았다(2007년, 각각 23.8% 대 18.5%).
2013년 이후 대마초 합법화에 대한 지지가 증가했으며, 이제 더 많은 오스트레일리아인들이 대마초 합법화를 지지하고 있으며 여전히 반대하는 사람들보다 많다. 2019년 국가 약물 전략 가계 조사(NDSHS)에 따르면, 오스트레일리아인의 41%가 대마초 합법화를 지지했고, 37%가 반대했으며, 22%가 아직 미결정 상태였다. 2022-2023년 NDSHS의 대마초 합법화 지지율은 45%로 상승했다. 다른 대마초 관련 정책에 대한 대중의 인식에도 일부 변화가 있었다. 예를 들어, 14세 이상의 오스트레일리아인 대부분은 대마초 소비가 범죄 행위가 되어서는 안된다고 생각한다(2010년 66%, 2016년 74%, 2022-2023년 80%).
2023년 12월 유고브가 실시한 여론조사에서 응답자의 50%가 대마초 합법화를 지지했으며, 최대 6개의 대마초 식물을 개인 용도로 재배하고 친구들과 합법적으로 공유할 수 있도록 하는 대마초 합법화를 지지했다. 54%는 대마초 비범죄화에 대한 지지를 표명했다. 18세에서 24세 사이의 응답자가 가장 많이 찬성한 반면, 65세 이상의 응답자는 가장 적게 찬성했다.

#### 오락용 대마초의 주요 지지자들
- 애덤 밴트(영어판) — 오스트레일리아 녹색당 대표이자 멜버른 연방 하원의원[165]
- 제레미 버킹엄(영어판) — 뉴사우스웨일스 주 의회(영어판) 상원의원,대마초 합법화당(영어판) 소속[166]
- 데이비드 에터샹크(영어판) —  빅토리아 주 의회(영어판) 상원의원, Legalise Cannabis(대마초 합법화당) 소속[166]
- 로즈 잭슨(영어판) — 뉴사우스웨일스 주 주택부 장관(영어판) 및 노동당 소속 주 의회 상원의원[167]
- 리처드 디 나탈레(영어판) — 전 오스트레일리아 녹색당 대표 및 빅토리아 주 상원의원(영어판)[168]
- 피오나 패튼(영어판) — 전 이유당 소속 빅토리아 주 의회 상원의원[169]
- 데이비드 슈브리지(영어판) — 뉴사우스웨일스 주 출신 오스트레일리아 녹색당 상원의원(영어판); 2023년 '대마초 합법화 법안'(영어판)을 발의했으며, 이는 오스트레일리아 연방 차원에서 기호용 대마초 비범죄화를 위한 최초의 법안이었다.[170]
- 브라이언 워커(영어판) — 서오스트레일리아 주 의회 상원의원(영어판), Legalise Cannabis(대마초 합법화당) 소속[166]

### 우리는 누구를 해치고 있나요?(Who Are We Hurting?)-420 퍼포먼스
- 2022년 4월 20일, 알렉 '크레이즈' 잠밋, 윌 스톨크, 제니 할람 등 “Who Are We Hurting?” 활동가들이 시드니 오페라 하우스 & 시드니 하버 브리지의 오스트레일리아 랜드마크에서 춤추는 대마초 잎 영상을 투사하는 퍼포먼스를 벌였다.[171][172][173][174][175][176]

- 2021년 4월 20일, Frazy Collective, Ballin' On a Budget, Avert Smellproof Bags & 710@420 등의 활동가들이 2019년 말기 환자들에게 약용 대마초를 생산하고 공급한 혐의로 유죄 판결을 면한 남오스트레일리아 대마초 오일 옹호자 제니 할람과 협력하여 캔버라 국회의사당에 42만 달러를 퍼포먼스 아트 작품의 일부로 기부했다. 이 단체는 이 스턴트가 현재 금지 조치를 시행하는 데 사용되는 자금의 일정 비율과 오스트레일리아 합법 대마초 시장에서 발생할 수 있는 소비세 수입의 일정 비율을 시각적으로 표현한 것이라고 말했다. Who Are We Heaving 팀은 "오스트레일리아 녹색당이 최근 공개한 데이터에 따르면 대마초로 인한 잠재적 세수가 매년 수십억 달러 손실되고 있으며, 도로, 병원, 학교에 사용될 수 있는 자금이 손실되고 있다"고 밝혔다.[177][178]

- 2020년 4월 1일, '우리는 누구를 해치고 있는가?'의 활동가들은 당시 총리 스콧 모리슨에게 인공 대마초 1파운드와 다음 편지를 전달했다.

스콧 모리슨 총리님께,
요즘 정말 열심히 일하고 계신 걸 저희도 잘 알고 있다. 그래서 조금이라도 더 편안히 쉴 수 있도록 작은 선물을 드리고자 한다.
대마초 위기를 해결하고 조직 범죄를 합법적인 일자리로 대체해 주시기 바란다.
이러한 위기의 시기에, 취약한 사람들은 의약용 대마초가 대부분에게 너무 비싸기 때문에 불법 시장에서 약을 구하기 위해 불필요한 이동을 강요받고 있다. 이는 특히 현재의 고용 환경과 수백만 오스트레일리아인들이 COVID-19로 인해 격리된 상황에서 더욱 심각한다.
이 케어 패키지가 총리님께 잘 전달되기를 바라고 기원한다.
사랑을 담아,
사랑으로
Who Are We Hurting 팀 드림
- 2019년 4월 20일, 활동가들이 시드니의 상징적인 마틴 플레이스에 9미터 높이의 대마초 조형물을 설치하여 대마초의 합법성에 대한 논의를 촉발시켰다. 이 조형물의 제목은 '우리는 정말 누구에게 해를 끼치고 있는가?'이었으며, 그날 오후 경찰에 의해 철거되었다.[182][183][184][185]

- 2018년 4월 20일, 활동가들은 대마 건강 및 혁신 박람회(HHI Expo)와 협력하여 시드니 도심 전역에 대마초 식물을 배치했다. 이 퍼포먼스는 전국 언론의 주목을 받았고, 주최 측이 네트워크 텐 아침 TV 쇼 Studio 10(영어판)에서 인터뷰를 진행했다.[186][187][188]

- 2017년 4월 20일, 활동가들은 시드니 중심부에 있는 상점 창문에 수경 재배실을 설치했다. 경찰이 현장에 출동해 조사한 결과, 이 식물들은 인공적인 것으로 밝혀졌으며, 설치물은 그대로 유지되었다.[189][190]

- 2016년 4월 20일, 'Who Are We Hurting?'의 활동가들이 오스트레일리아 래퍼 하이작(영어판)과 함께 시드니에서 헬륨으로 가득 찬 1m 지름의 결혼식 풍선을 사용하여 고속도로에서 거대한 현수막을 띄웠다.[191]

## 대마초 문화

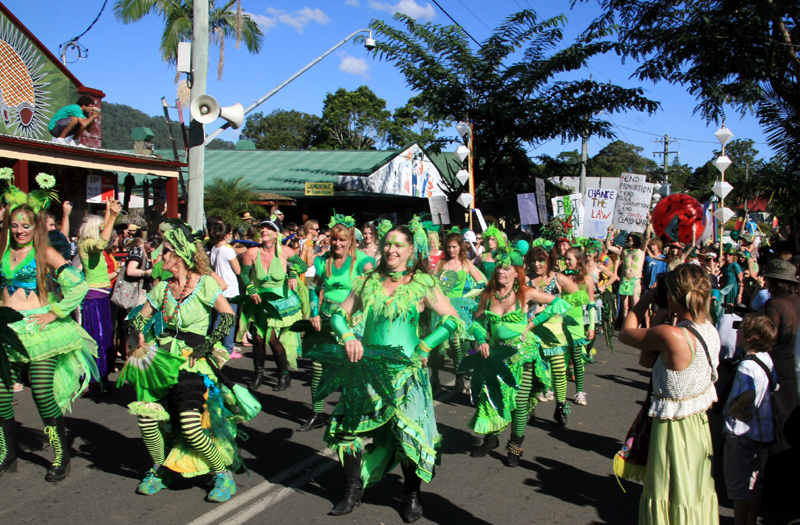
2008년 님빈에서 열린 마디그래스 퍼레이드

### 님빈 대마 대사관, 마디 그라스 & 햄프당
님빈은 오스트레일리아의 대마초 반문화 수도인 뉴사우스웨일스주 노던 리버 지역에 위치한 작은 마을이다. 1973년, 히피 부족들이 뉴사우스웨일스 북부 마을 님빈에서 열린 아쿠아리우스 페스티벌에 참석했다. 1973년 이후 님빈에서 마약 문화가 확산되면서 집단적이고 공개적인 창의성의 확산과 함께했다. 마을의 주요 거리에서는 화려하고 영적으로 동기 부여된 예술(상점 차양 위의 대형 그림 포함), 음악, 시, 공예, 패션 등을 볼 수 있다. 이 마을은 대안적 사회 활동, 풀뿌리 정치 담론, 자연주의, 인문주의, 무정부주의, 페미니즘, 자유주의, 뉴에이지, 신비주의, 급진적인 사회 철학(모두 집단적인 창의적 노력으로 볼 수 있음)의 중심지로 알려져 있다.
님빈 대마 대사관은 1992년에 설립된 비영리 단체이다. 대사관의 목적은 대마 제품과 대마초에 대한 지역 사회 교육 프로그램을 통해 대마초 법을 개혁하고 사람들 전반에 대해 더 관용적이고 자비로운 태도를 증진시키는 것이다. HEMP 대사관 웹사이트에 따르면, "1988년에 '니어리 노멀 님빈' 그룹이 지역 최초의 지속적인 약물 법 개혁 단체로 결성됐으며, 이후 ‘님빈 햄프’로 발전했고, 1992년에 이름이 '님빈 햄프 대사관'으로 바뀌었다. 이 그룹은 주로 NSW주의 대마초 법률과 그 개정 방안을 논의했다."고 한다.
1993년 3월, 10년간의 급습과 체포, 최근 특히 강도 높은 (그리고 불법적인) 거리 수색, 체포, 거친 대우, 새벽 급습, 지속적인 협박, 그리고 정복에 직면한 지방이라는 억압감 속에서 잠복 경찰관들이 이 지역에서 대마초를 구매하다 발각되었다. 이로 인해 님빈 주민들 중 일부는 분노하여 경찰관들을 경찰서로 쫓아가 계란과 화장지를 던졌다. 님빈 HEMP 대사관의 나쁜 홍보에 대한 우려로 인해 그들은 일반인들도 편안하게 참여할 수 있는 보다 평화로운 형태의 시위 방식을 고안하기로 했다. 바로 그때 밥 홉킨스(일명 플랜템)가 마디그래스 아이디어를 생각해냈다. 1993년 5월 1일 토요일로 날짜가 정해졌고, 마디그래스가 탄생했다. 경찰의 참여 거부와 지역 의회의 행진 및 공원 사용 허가 거부에도 불구하고, 1,000명이 넘는 사람들이 나와 이에 저항해 행사에 참여했고 이는 개인과 공동체의 강력한 자율성 의식을 드러내는 의식이 되었다. 그들은 지역 부시 극장에서 마을 중심까지 행진한 후 경찰서로 가서 춤을 추고 경찰의 안녕을 기원했다. 흥겨운 타악기 연주와 함께 홀로 돌아와 집회를 열었고, 며칠간 접촉성 취기에 가까운 분위기가 이어졌다. 참가자들은 금지 정책이 끝날 때까지 매년 마디그래스를 매년 개최하겠다고 다짐했고 현재까지도 유지되고 있다.
다음 해인 1994년, 5월 1일 일요일에 "Let It Grow! 마디그라스와 마약법 개혁 집회"가 열렸고, 토요일에는 "Beyond Probincipation"이라는 전국 회의가 열렸다. 이 집회는 정치인, 학자, 그리고 다양한 전문가들이 참석했다. 퍼레이드/집회는 매년 열리는 추수 축제 무도회 및 대마 예술 전시회와 함께 이틀간의 축제가 되었다. 네덜란드에서 열린 대마초 컵의 발자취를 따라 오스트레일리아에서 열리는 대마초 컵은 마디그라스가 대마초 품종을 심사하기 위해 운영하는 대회이다. 재배자들은 심사를 위해 대마초 샘플을 제출하고 마디그라에서 열리는 대마 올림픽에서는 봉 던지기, 조인트 말기, "큰 비료 봉지를 끌고 란타나 터널을 기어가야 하는 재배자 철인 대회"와 같은 이벤트가 포함된다.
님빈과 님빈 HEMP 대사관은 햄프당의 본거지이기도 하다. 이 단체는 1993년 나이젤 퀸란(Nigel Quinlan)에 의해 설립되었으며, 나이젤 프리마리화나라는 이름으로 후보로 출마했다. 2001년, 오스트레일리아 선거관리위원회는 프리마리화나의 이름이 선거 명부에 추가되는 것이 적합한지 여부를 심사했고 위원회는 프리마리화나가 그 이름으로 선거 후보로 출마할 수 있음을 의미한다고 판단했다. 이들은 개인적인 용도, 의료 및 치료 및 산업 목적으로 오스트레일리아의 모든 주와 준주에서 대마초를 합법화하는 것을 포함한 여러 가지 목표를 가지고 있다.

### 속어
오스트레일리아에서 대마초의 속어로 흔히 사용되는 이름들로는 Mary Jane, bud, dope, smoko, green, sesh, chop, choof, spliff, honk, ganja, yarndi, mull, hydro, green action, heads, hooch, weed, joints, cones, laughing lucerne, chronic 그리고 420이 있다.
오스트레일리아 대마초 문화에서 흔히 사용되는 다른 용어들은 다음과 같다:
- Bewg/Beug

대마초를 피우기 위해 사용하는 봉(bong) 또는 워터 파이프(water pipe)를 지칭하는 용어.
- Cone/cones

봉으로 피우기 위한 표준화된 1회분의 대마초를 지칭하는 용어. 또한 Cone Piece(아래 참조)를 가리킬 때도 사용됨.
- Cone piece/CP

봉에서 대마초 1회분을 담아 피우기 위해 흔히 사용되는 작은 황동(브라스) 장치.
- Gator/Gatorbewg

보통 사용한 게토레이 병으로 만든 자작 봉. 짧은 정원용 호스로 스템(stem, 관)을 만들고, 공기 흐름을 조절하기 위해 뒷부분에 작은 구멍(‘카브’ 또는 ‘샷티’)을 뚫어 사용함.
- Sesh/Esh

‘세션(session)’의 줄임말. 주로 친구나 지인들과 함께 대마초를 피우는 경험을 공유할 때 사용됨.
- Mission / Misho / Mish

대마초를 구하기 위해 따라야 하는 과정이나 여정을 설명할 때 쓰는 용어.
- Chop

잘게 썬(chopped) 또는 분쇄한(grinded) 대마초를 지칭하는 용어.
- PGR (별칭: reds, hairy, dirt, bikie buds, brisbane red & canberra gold)

PGR은 식물 생장 조절제(Plant Growth Regulator)를 의미함. 식물 생장 조절제는 흔히 무법 오토바이 갱단이나 다른 조직 범죄 집단에 의해 사용됨. 대마초는 수확 가능한 무게를 늘리기 위해 PGR로 재배되지만, 품질이 희생됨. PGR로 재배된 대마초는 일반적으로 대마초에서 발견되는 테르펜(terpene), 플라보노이드(flavonoid), 칸나비노이드(cannabinoid) 성분이 부족함. 이러한 대마초는 건강에 해로운 영향을 미칠 수 있음. 오스트레일리아에서 가장 흔히 사용되는 PGR은 Paclobutrazol로 여겨지지만, 다른 종류도 사용됨.
- Tick

고객이 대마초를 외상으로 구매하고, 보통 급여일(pay day)이나 대마초 판매 수익으로 갚기로 약속하는 거래 방식을 지칭하는 용어.

### 온라인 트렌드
오스트레일리아인들은 자신이 선호하는 대마초 관련 액세서리에 접근하고 구매할 때 온라인 공간을 적극 활용하는 방향으로 전환했다. 온라인 트렌드는 도시마다 다르며, 2016년 1인당 브리즈번, 애들레이드, 런시스턴이 온라인 검색량이 가장 많았고, 투움바, 멜버른, 시드니, 골드코스트가 그 뒤를 이었다. 온라인에서 가장 많이 검색된 대마초 액세서리와 관련해서는, 2016년 오스트레일리아인들이 특히 봉 구매에 열광했는데, 이는 전체 검색의 72%를 차지한 반면 기화기는 15%를 차지했다. 이들은 대마초 연기나 증기를 흡입하는 보다 고급스러운 방법으로, 파이프는 10%, 롤링 페이퍼는 3%에 불과했다.
지난 10년간 대마초 관련 뉴스에 대한 관심도 증가했으며,  2020년 AHREF를 사용한 데이터에 따르면 대마초 관련 뉴스와 기사는 2010년 이후 연간 18,850% 증가한 것으로 나타났다.
2020년, 치료용 의약품청은 오스트레일리아 최초의 의료용 대마초 앱을 승인했다. 이 앱을 통해 환자들은 사전 승인된 처방전을 주문하고 결제할 수 있게 된다. 의료용 대마초 처방을 요청하는 환자는 TGA의 특별 접근 제도에 대한 액세스 권한을 부여받기 전에는 해당 플랫폼에 가입할 수 없다. 또한 이 앱을 통해 승인된 의료 제공자들은 동일 환자에게 반복적으로 대면 진료 없이 일반 환자에게 의료용 대마초 제품을 처방할 수 있도록 지원한다.

### 대마초 박람회
오스트레일리아에는 대마초 및 대마초 관련 제품을 소개하는 여러 박람회가 있으며, 주로 방문객들에게 이미 밝혀낸 중요한 효능과 미래를 위한 지속 가능한 해결책에 대한 정보와 인식을 높이는 것을 목표로 한다. 이 박람회는 국내외 전시업체와 함께 전 연령층을 위한 다양한 체험형 교육 활동을 제공한다. 워크숍, 전시회,  연사 및 전시업체를 통해 대마 섬유, 식품, 음료, 의류 및 섬유, 의약품, 추출 장비, 건축 자재, 미용 제품, 원예, 수경 재배 장비 등 다양한 제품을 선보인다.

### 연례 420 집회
4월 20일은 전 세계적으로 대마초를 기념하고 소비하는 국제적인 반문화 기념일로 자리 잡았다. 이 날에는 사람들이 모여 대마초를 즐기며 기념하고, 대마초의 자유화/합법화를 옹호하는 정치적 성격을 띠고 있다. 시애틀의 햄프페스트 설립자 비비안 맥피크는 4월 20일이 "절반은 축제이고, 절반은 행동을 촉구하는 날"이라고 말한다. 폴 버치는 이를 전 세계적인 운동이라고 부르며 이러한 행사는 막을 수 없는 흐름이라고 말한다.  오스트레일리아에서는 매년 전국 주요 도시에서 열리는 '420개의 공원 집회'가 대마초 문화를 기념하고, 창의성과 연대, 그리고 다양한 이유로대마초를 소비하기로 선택한 '좋은 사람들'의 다양성을 기리는 축제로 자리매김하고자 한다. 이 집회는 대마초 커뮤니티가 일반 대중과 오스트레일리아 사회 전반에 명확하게 보여줄 수 있는 기회를 제공하며, 대마초 소비자에 대해 두려워할 것이 없다는 메시지를 전달하고, 정부에 성인용 대마초 사용을 합법화하고 대마초 금지 철폐가 정책 의제에 포함되도록 촉구한다.

## 참조
1. ↑  World Health Organization (2022년 9월 3일). “Drug use and health consequences”. 《World Health Organization.》 (영어). 2025년 4월 30일에 확인함.
2. ↑  Australian Institute of Health and Welfare (2018년 6월 24일). “National Drug Strategy Household Survey 2022–2023: Cannabis in the NDSHS” (영어). 2025년 4월 30일에 확인함.
3. ↑  Business Insider Australia (2018년 6월 24일). “Medical marijuana is now legal in Australia | Business Insider”. 2018년 6월 24일에 원본 문서에서 보존된 문서. 2025년 4월 30일에 확인함.
4. ↑  SBS Food (2017년 11월 9일). “Hemp food legal from Sunday” (영어). 2025년 4월 30일에 확인함.
5. 1 2 3 4  Australian Capital Territory Government (2020년 10월 13일). “Home - Cannabis”. 2020년 10월 13일에 원본 문서에서 보존된 문서. 2025년 4월 30일에 확인함.
6. 1 2 3  Australian Government (2024년 2월 29일). “National Drug Strategy Household Survey 2022–2023: Cannabis in the NDSHS” (영어). 2025년 4월 4일에 확인함.
7. 1 2  Cannus (2020년 7월 15일). “It's finally official, more Aussies want legal cannabis than oppose it” (오스트레일리아 영어). 2025년 4월 4일에 확인함.
8. ↑  Australian Government (2024년 4월 23일). “Alcohol, tobacco & other drugs in Australia, Cannabis” (영어). 2025년 4월 4일에 확인함.
9. 1 2 3 4 5  Redfern NSW (1996). “The Australian Marijuana Grower's Guide”. 《Otter Publications》.
10. 1 2  Charlier, P. “Hemp in British and Australian Colonial History”.
11. ↑  Jiggens, J. “True Hemp in Australia”.
12. ↑  Makkai, Toni; McAllister, Ian (1997). “Marijuana in Australia: Patterns and attitudes”. 《Looking Glass Press》. Canberra. 2025년 4월 30일에 확인함.
13. ↑  McDonald, D., Moore, R., Norberry, J., Wardlaw, G. and Ballenden, N. (1994). “Legislative options for cannabis in Australia”. 《Canberra》. Australian Government Publishing Service.
14. ↑  Pondering Pot (2021년 10월 1일). “The history of cannabis in Australia” (오스트레일리아 영어). 2025년 4월 30일에 확인함.
15. ↑  Jiggens, J (2008). “The Origins of Marijuana Prohibition in Australia”. 《StickyPoint Magazine Issue 08》.
16. 1 2 3 4 5 6 7 8 9  Campbell, A (2001). 《he Australian Illicit Drug Guide: Every person's guide to illicit drugs – their use, effects and history, treatment options and legal penalties》. Black Inc.
17. 1 2  Jiggens, J (2005). “The Cost of Drug Prohibition in Australia”. Centre for Social Change Research, Queensland University of Technology.
18. 1 2  Brady, P (2000). 《Emerald buds in the land of Oz》.
19. 1 2 3  Jiggens, J (2007). 《In a Time of Murder – The Murder of Don Mackay》 StickyPoint Magazine Issue 02판.
20. 1 2 3  McLaren, J., Mattick, R. P., Cannabis in Australia: Use, supply, harms, and responses (2006). Monograph series No. 57. Report prepared for Drug Strategy Branch, Australian Government Department of Health and Ageing Drug and Alcohol Research Centre, University of New South Wales
21. 1 2 3  Donnelly, N., Hall, W. (1994) Patterns of cannabis use in Australia, Australian Government Publishing Service, Canberra
22. ↑  Adhikari, P., Summerill, A. (2000) 1998 National Drug Strategy Household Survey: Detailed findings. AIHW cat. no. PHE 27. Canberra, AIHW
23. ↑  Robertali, Paulchristie (2000년 1월 1일). “Offences under the Cannabis Expiation Notice schemein South Australia”. 《Drug and Alcohol Review》 19 (3): 251–256. doi:10.1080/cdar.19.3.251.256. ISSN 0959-5236.
24. ↑  corporateName=Commonwealth Parliament; address=Parliament House, Canberra. “DRUGS, CRIME AND SOCIETY” (오스트레일리아 영어). 2025년 4월 30일에 확인함.
25. ↑  corporateName=Commonwealth Parliament; address=Parliament House, Canberra. “The requested content has been archived” (오스트레일리아 영어). 2025년 4월 30일에 확인함.
26. ↑  Manager, Web (2013년 4월 18일). “Marijuana and Other Illegal Drugs” (영어). 2025년 4월 30일에 확인함.
27. ↑  "Drugs of Dependence (Amendment) Act 1992 | Acts". ACT Legislation Register. Archived from the original on 3 April 2023. Retrieved 25 October 2021.
28. ↑  “Australian task force reported in 1994 that cannabis prohibition causes "significant social harm"” (오스트레일리아 영어). 2020년 11월 12일. 2025년 4월 30일에 확인함.
29. ↑  Martin Booth (June 2005). Cannabis: A History. Picador. pp. 391–. ISBN 978-0-312-42494-7. Archived from the original on 20 April 2023. Retrieved 13 October 2020.
30. ↑  “Drugs and our community : report of the Premier's Drug Advisory Council, March 1996.”. 2025년 4월 30일에 확인함.
31. ↑  Committee (Vic), Legislative Council Legal and Social Issues (2021년 8월 5일). “Report of the Inquiry into the use of cannabis in Victoria” (영어).
32. ↑  "National Library of Australia" 보관됨 2023-04-20 - 웨이백 머신. catalogue.nla.gov.au. Archived from the original on 20 April 2023. Retrieved 25 October 2021.
33. ↑  Campbell, Andrew (2001). 《The Australian Illicit Drug Guide: Every Person's Guide to Illicit Drugs--Their Use, Effects and History, Treatment Options and Legal Penalties》 (영어). Black Incorporated. ISBN 978-1-86395-362-7.
34. ↑  "Legislation Database". legislation.nt.gov.au. Archived from the original on 24 October 2021. Retrieved 25 October 2021.
35. ↑  "MISUSE OF DRUGS AMENDMENT BILL 2013 Second Reading Speech". classic.austlii.edu.au. Archived from the original on 7 April 2022. Retrieved 25 October 2021.
36. 1 2  “Australian History With Hemp | Margaret River Hemp Co” (미국 영어). 2019년 11월 10일. 2025년 4월 30일에 확인함.
37. ↑  “The Drum Polls (Australian Broadcasting Corporation)”. 2011년 7월 13일. 2011년 7월 13일에 원본 문서에서 보존된 문서. 2025년 4월 30일에 확인함.
38. ↑  "Premier pressures pot smokers". 6 January 2012.
39. ↑  “Legalising marijuana urged Tasmania News - The Mercury - The Voice of Tasmania”. 2014년 7월 20일. 2014년 7월 20일에 원본 문서에서 보존된 문서. 2025년 4월 30일에 확인함.
40. ↑  International Narcotics Control Board (2002). Report of the International Narcotics Control Board for 2001. United Nations Publications. pp. 80–. ISBN 978-92-1-148145-7.
41. ↑  “Global Commission for Drug Policy” (미국 영어). 2019년 7월 21일. 2025년 4월 30일에 확인함.
42. ↑  corporateName=Department of Industry, Science and Resources (2017년 9월 13일). “ABLIS” (영어). 2025년 4월 30일에 확인함.
43. ↑  Sutton, Adam; Hawks, David (2005년 7월). “The Cannabis Infringement Notice scheme in Western Australia: a review of policy, police and judicial perspectives”. 《Drug and Alcohol Review》 24 (4): 331–336. doi:10.1080/09595230500263947. ISSN 0959-5236. PMID 16234128.
44. ↑  “NSW Hemp Industry” (영어). 2017. 2025년 4월 30일에 확인함.
45. ↑  Elliott, Tim (2010년 2월 1일). “Weed is good - hemp comes to the city” (영어). 2025년 4월 30일에 확인함.
46. ↑  “While the ACT has legalised marijuana, politics has forced WA in a dramatically different direction”. 《ABC News》 (오스트레일리아 영어). 2019년 9월 27일. 2025년 4월 30일에 확인함.
47. ↑  “Medicinal use of cannabis in Australia: Background and information paper” (영어). 2025년 4월 30일에 확인함.
48. ↑  “Industrial Hemp Production in Tasmania | Department of Primary Industries, Parks, Water and Environment, Tasmania” (영어). 2021년 10월 4일. 2021년 10월 4일에 원본 문서에서 보존된 문서. 2025년 4월 30일에 확인함.
49. ↑  Staff (2015년 5월 20일). “Australia's Norfolk Island to export high-grade medicinal cannabis to Canada”. 《The Guardian》 (영국 영어). ISSN 0261-3077. 2025년 4월 30일에 확인함.
50. ↑  “Norfolk Island decision sparks calls to legalise medical cannabis”. 《ABC News》 (오스트레일리아 영어). 2015년 5월 21일. 2025년 4월 30일에 확인함.
51. ↑  Hasham, Nicole (2016년 1월 2일). “Christmas Island medical cannabis plan: community expresses concern” (영어). 2025년 4월 30일에 확인함.
52. ↑  “WA companies welcome decision to prescribe medicinal cannabis”. 《ABC News》 (오스트레일리아 영어). 2016년 10월 28일. 2025년 4월 30일에 확인함.
53. ↑  corporateName=Commonwealth Parliament; address=Parliament House, Canberra. “Interim report: sale and use of marijuana and associated products (term of reference c)” (오스트레일리아 영어). 2025년 4월 30일에 확인함.
54. ↑  Department of Primary Industries and Regions, South Australia (2022년 5월 14일). “Industrial hemp production in SA” (오스트레일리아 영어). 2025년 4월 30일에 확인함.
55. ↑  "HEMP Party Cultivation". HEMP Party. Archived from the original on 7 April 2019. Retrieved 8 December 2020.
56. ↑  “Hemp food legal from Sunday”. 《Food》 (영어). 2018년 7월 2일. 2025년 4월 30일에 확인함.
57. ↑  “SA Government to quadruple cannabis possession fines”. 《ABC News》 (오스트레일리아 영어). 2018년 7월 2일. 2025년 4월 30일에 확인함.
58. ↑  L, Adam (July 2018). "SA Government drops jail time for cannabis possessio".
59. 1 2  “ParlInfo - Criminal Code and Other Legislation Amendment (Removing Commonwealth Restrictions on Cannabis) Bill 2018” (미국 영어). 2025년 4월 30일에 확인함.
60. ↑  corporateName=Commonwealth Parliament; address=Parliament House, Canberra. “Proposals for legalising cannabis in Australia” (오스트레일리아 영어). 2025년 4월 30일에 확인함.
61. ↑  "Bill To Legalise Cannabis Hits Parliament". SBS. Archived from the original on 26 February 2021. Retrieved 20 April 2023.
62. ↑  Goodenough, Cheryl (2020년 1월 31일). “Cannabis, MDMA should be legalised: report” (오스트레일리아 영어). 2025년 4월 30일에 확인함.
63. ↑  “Cooked QLD Government Rejects Recommendations to Decriminalise Drugs” (미국 영어). 2020년 2월 15일. 2025년 4월 30일에 확인함.
64. ↑  “‘Gutless’ WA Govt rejects pill-testing, injecting rooms” (영어). 2020년 6월 25일. 2025년 4월 30일에 확인함.
65. ↑  corporateName=Commonwealth Parliament; address=Parliament House, Canberra. “Australian Cannabis Agency Bill 2018” (오스트레일리아 영어). 2025년 4월 30일에 확인함.
66. ↑  Happy (2018년 11월 29일). “Australian Greens introduce bill to legalise cannabis for growing and recreational use” (미국 영어). 2025년 4월 30일에 확인함.
67. ↑  Manager, Web (2020년 5월 13일). “2019 02 28 - New Inquiry into Drugs of Dependence (Personal Cannabis Use) Amendment Bill 2018” (영어). 2025년 4월 30일에 확인함.
68. ↑  “Inquiry into Drugs of Dependence (Personal Cannabis Use) Amendment Bill 2018” (영어). 2025년 4월 30일에 확인함.
69. 1 2 3  "Penalties in the ACT". Australian Capital Territory Policing. 4 May 2016. Archived from the original on 24 March 2023. Retrieved 20 April 2023.
70. 1 2  "Simple cannabis offence notices" 보관됨 2020-10-17 - 웨이백 머신. Archived from the original on 17 October 2020. Retrieved 20 April 2023.
71. 1 2  "Home". act government cannabis. 19 February 2020. Archived from the original on 13 October 2020. Retrieved 13 October 2020.
72. ↑  “Cannabis in the ACT: what you need to know - Alcohol and Drug Foundation” (영어). 2025년 4월 30일에 확인함.
73. ↑  "Inquiries". Archived from the original on 27 November 2022. Retrieved 20 April 2023.
74. ↑  "Inquiries". Archived from the original on 27 November 2022. Retrieved 20 April 2023.
75. ↑  corporateName=Commonwealth Parliament; address=Parliament House, Canberra. "Growing Australia" 보관됨 2022-05-24 - 웨이백 머신. www.aph.gov.au. Archived from the original on 24 May 2022. Retrieved 16 December 2020.
76. ↑  “Cannabis Industry Bill 2019”. 2022년 11월 30일. 2025년 4월 30일에 확인함.
77. ↑  corporateName=Commonwealth Parliament; address=Parliament House, Canberra. “Current barriers to patient access to medicinal cannabis in Australia” (오스트레일리아 영어). 2025년 4월 30일에 확인함.
78. ↑  “Cannabis Committee Recommends Amnesty For Medicinal Cannabis” (오스트레일리아 영어). 2020년 3월 30일. 2025년 4월 30일에 확인함.
79. ↑  Government, Northern Territory (6 May 2020). "Hemp Industry Act 2019". dpir.nt.gov.au. Archived from the original on 30 November 2020. Retrieved 8 December 2020.
80. ↑  “Cannabis Legalisation Bill 2021”. 2025년 4월 30일에 확인함.
81. ↑  corporateName=Commonwealth Parliament; address=Parliament House, Canberra. “Legalising Cannabis Bill 2023” (오스트레일리아 영어). 2025년 4월 30일에 확인함.
82. ↑  “Legalise It | Australian Greens” (영어). 2025년 4월 30일에 확인함.
83. ↑  corporateName=Commonwealth Parliament; address=Parliament House, Canberra. “Legalising Cannabis Bill 2023” (오스트레일리아 영어). 2025년 4월 30일에 확인함.
84. ↑  Copeland, J., Gerber, S., Dillon, P., and Swift, W., (2006) Cannabis: answers to your questions. National Drug and Alcohol Research Centre, University of New South Wales. ISBN 1-877018-13-9
85. ↑  Seidler, Raymond (2001). "Cannabis". Current Therapeutics. Retrieved 16 April 2015.
86. ↑  McLaren, Jennifer; Mattick, Richard (9 March 2011). "Cannabis in Australia – Use, supply, harms and responses" (PDF). National Drug and Alcohol Research Centre. Archived from the original (PDF) on 3 July 2009. Retrieved 29 April 2015.
87. ↑  Solowij N., Grenyer F.S., (2002). Are the adverse consequences of cannabis use age-dependent? Addiction, Volume 97, Issue 9, Page 108, September 2002
88. 1 2 3  "Alcohol, tobacco & other drugs in Australia, Cannabis". 보관됨 2020-03-10 - 웨이백 머신 Australian Institute of Health and Welfare. 21 January 2020. Archived from the original on 10 March 2020. Retrieved 18 April 2020.
89. 1 2 3  2007 National Drug Strategy Household Survey (April 2008); The Australian Institute of Health and Welfare, Canberra. ISBN 978-1-74024-774-0
90. ↑  Hall, W. (2000) Cannabis use and public health: Assessing the burden. Addiction, 95, 485–490
91. 1 2 3 4  2004 National Drug Strategy Household Survey (April 2005); The Australian Institute of Health and Welfare, Canberra. ISBN 1-74024-464-8 http://www.aihw.gov.au/publications/index.cfm/title/10122 보관됨 2009-11-12 - 웨이백 머신 Archived 12 November 2009 at the Wayback Machine
92. 1 2  Where there's smoke… Cannabis and Mental Health (2006) Mental Health Council of Australia. ISBN 0-9775441-5-X
93. ↑  Roxburgh, A., Hall, W., Degenhardt, L., McLaren, J., Black, E., Copeland, J., & Mattick, R. (2010). The epidemiology of cannabis use and cannabis-related harm in Australia 1993–2007. Addiction, 105(6), 1071–1079. doi:10.1111/j.1360-0443.2010.02903.x
94. ↑  “2010 National Drug Strategy Household Survey report, Table of contents - Australian Institute of Health and Welfare”. 《Australian Institute of Health and Welfare》 (오스트레일리아 영어). 2025년 4월 30일에 확인함.
95. ↑  Perkins, J., Sanson-Fisher, R., Blunden, S., Lunnay, D., Redman, S. and Hensley, M. (1994) The prevalence of drug use in urban Aboriginal communities Addiction, 89, 1319–1331
96. ↑  Clough, A., D’Abbs, P., Cairney, S., Gray, D., Maruff, P., Parker, R. and O’Reilly, B. (2004b) Emerging patterns of cannabis and other substance use in Aboriginal communities in Arnhem Land, Northern Territory: A study of two communities. Drug and Alcohol Review, 23, 381–390.
97. 1 2  Copeland, J., Gerber, S., Swift, W (2004). Evidence-based Answers to Cannabis Questions: A Review of the Literature. National Drug and Alcohol Research Centre, University of NSW.
98. 1 2 3  Clough, A., Cairney S., D’abbs, P., Parker, R., Maruff, P., Gray, D., O’Reilly, B. (2004a). Measuring Exposure to Cannabis use and other Substance use in Remote Aboriginal Populations Northern Australia: Evaluation of A 'Community Epidemiology' Approach using Proxy Respondents. Addiction Research and Theory, Taylor & Francis, Volume 12, Number 3 / June 2004. Pages 261 – 274.
99. ↑  Watson C., Fleming J., Alexander K. (1988), A Survey of Drug Use Patterns in Northern Territory Aboriginal Communities: 1986–1987. Northern Territory Department of Health and Community Services, Darwin.
100. ↑  Abel, Sally. 'Cannabis Policy in Australia And New Zealand'. Drug and Alcohol Review 16.4 (1997): 421–428. Web.
101. ↑  "Alcohol, tobacco & other drugs in Australia". Archived from the original on 20 January 2022. Retrieved 30 April 2025.
102. 1 2  “National Drug Strategy - Ministerial Council on Drug Strategy Joint Communique 1 August 2003”. 2010년 4월 26일. 2010년 4월 26일에 원본 문서에서 보존된 문서. 2025년 4월 30일에 확인함.
103. ↑  Spooner, C. and Hetherington, K. (2005) Social determinants of drug use. NDARC technical report No. 228 Sydney, National Drug and Alcohol Research Centre, 23 University of New South Wales.
104. 1 2  McGowan, Michael; Knaus, Christopher (2020년 6월 10일). “NSW police pursue 80% of Indigenous people caught with cannabis through courts”. 《The Guardian》 (영국 영어). ISSN 0261-3077. 2025년 4월 30일에 확인함.
105. ↑  Warhaft, G (2011). "Not for human consumption?: The banning of synthetic cannabinoids" (PDF). Of Substance. Archived from the original (PDF) on 20 March 2015. Retrieved 16 April 2015.
106. ↑  “Synthetic cannabinoids - Alcohol and Drug Foundation” (영어). 2025년 4월 30일에 확인함.
107. ↑  Barratt, Monica J.; Cakic, Vince; Lenton, Simon (2013). “Patterns of synthetic cannabinoid use in Australia”. 《Drug and Alcohol Review》 (영어) 32 (2): 141–146. doi:10.1111/j.1465-3362.2012.00519.x. ISSN 1465-3362.
108. ↑  "Synthetic Cannabis Fact Sheet". CMM Technology. 2013. Archived from the original on 16 April 2015. Retrieved 16 April 2015.
109. ↑  “Synthetic cannabis deaths sound alarms in Australia” (영어). 2025년 4월 30일에 확인함.
110. ↑  Maxwell, P (2014). "Synthetic cannabinometrics and 'legal highs'". Journal of Pharmacy Practice and Research. 44 (4): 238–239. doi:10.1002/jppr.1028. S2CID 71048906. Retrieved 30 April 2025.
111. ↑  “Synthetic cannabis: “I felt like I was going to die” | NCPIC”. 2016년 1월 28일. 2016년 1월 28일에 원본 문서에서 보존된 문서. 2025년 4월 30일에 확인함.
112. ↑  “United Nations Treaty Collection” (영어). 2025년 4월 30일에 확인함.
113. ↑  "Narcotic Drugs Act 1967". Legislation.gov.au. 23 November 2016. Archived from the original on 21 May 2022. Retrieved 20 March 2022.
114. 1 2 3 4 5 6 7 8 9  “Medicinal Marijuana has been Legalised in Australia”. 《Corney & Lind Lawyers》 (영국 영어). 2025년 4월 30일에 확인함.
115. ↑  AustralianFarmers (2018년 11월 30일). “5 questions you may have about the hemp industry” (오스트레일리아 영어). 2025년 4월 30일에 확인함.
116. ↑  “Tax benefits of legal weed downgraded, but Greens vow to push ahead with policy”. 《ABC News》 (오스트레일리아 영어). 2025년 3월 12일. 2025년 4월 30일에 확인함.
117. 1 2 3 4 5 6  “NCPIC Cannabis and the Law Factsheet”. National Cannabis Prevention and Information Centre (NCPIC). 2013년 10월 14일에 원본 문서에서 보존된 문서. 2013년 11월 7일에 확인함.
118. 1 2  “Aussie Cannabis Laws: New South Wales”. 2019년 10월 7일. 2022년 10월 6일에 원본 문서에서 보존된 문서. 2023년 4월 20일에 확인함.
119. 1 2  “Aussie Cannabis Laws: ACT and NT (The Territories)”. 2020년 3월 4일. 2021년 5월 8일에 원본 문서에서 보존된 문서. 2023년 4월 20일에 확인함.
120. 1 2  “Drug Offences in Queensland”. 《Cridland & Hua Lawyers》 (오스트레일리아 영어). 2017년 5월 30일. 2020년 9월 29일에 원본 문서에서 보존된 문서. 2020년 4월 2일에 확인함.
121. 1 2  “Aussie Cannabis Laws: South Australia”. 2019년 3월 8일. 2023년 4월 9일에 원본 문서에서 보존된 문서. 2023년 4월 20일에 확인함.
122. 1 2  “POISONS ACT 1971”. 2023년 3월 23일에 원본 문서에서 보존된 문서. 2023년 4월 20일에 확인함.
123. ↑  “Criminal Offences, Penalties and Sentences”. 2023년 3월 25일에 원본 문서에서 보존된 문서. 2023년 4월 20일에 확인함.
124. 1 2  “Cannabis Intervention Requirement (CIR)”. 2023년 4월 8일에 원본 문서에서 보존된 문서. 2023년 4월 20일에 확인함.
125. 1 2  Jones, Lloyd (2011년 7월 17일). “Tough New Cannabis Laws For WA”. 《The Sydney Morning Herald》. 2012년 1월 15일에 원본 문서에서 보존된 문서. 2012년 1월 28일에 확인함.
126. ↑  “Aussie Cannabis Laws: South Australia - Friendly Aussie Buds” (미국 영어). 2019년 3월 8일. 2025년 4월 30일에 확인함.
127. ↑  “Is your bong (or cannabis water pipe) legal?” (영어). 2025년 4월 30일에 확인함.
128. ↑  “Federal Government to legalise growing of medicinal cannabis”. 《ABC News》 (오스트레일리아 영어). 2015년 10월 16일. 2025년 4월 30일에 확인함.
129. ↑  Zdanowicz, Christina (2016년 2월 24일). “Medical marijuana legalized in Australia” (영어). 2025년 4월 30일에 확인함.
130. ↑  Burdon, Daniel (2016년 9월 1일). “Medicinal cannabis to be legalised in Australia from November” (오스트레일리아 영어). 2025년 4월 30일에 확인함.
131. ↑  fran.sheppard (17 February 2017). "Office of Drug Control grants first cannabis licence". www.odc.gov.au. Archived from the original on 21 February 2017. Retrieved 30 April 2025.
132. ↑  "Medicinal cannabis". Archived from the original on 8 August 2022. Retrieved 20 April 2023.
133. ↑  Administration, Australian Government Department of Health Therapeutic Goods (15 December 2020). "Over-the-counter access to low dose cannabidiol". Therapeutic Goods Administration (TGA). Archived from the original on 23 August 2022. Retrieved 30 April 2025.
134. ↑  “Low dose CBD set to become an over-the-counter medication in 2021” (오스트레일리아 영어). 2020년 9월 10일. 2025년 4월 30일에 확인함.
135. ↑  “National Drug Strategy Household Survey 2019, Table of contents - Australian Institute of Health and Welfare”. 《Australian Institute of Health and Welfare》 (오스트레일리아 영어). 2025년 4월 30일에 확인함.
136. 1 2  Leung, Janni; Lim, Carmen C. W.; Chiu, Vivian; Chung, Jack; Mekonen, Tesfa; Dawson, Danielle; Hall, Wayne D.; Chan, Gary C. K. (2022년 6월). “Prevalence and correlates of cannabis use for medicinal reasons - An Australian cross-sectional study”. 《Addictive Behaviors Reports》 15: 100436. doi:10.1016/j.abrep.2022.100436. ISSN 2352-8532. PMC 9160481. PMID 35662918.
137. ↑  Administration, Australian Government Department of Health Therapeutic Goods (17 June 2022). "Medicinal cannabis: Role of the TGA". Therapeutic Goods Administration (TGA). Archived from the original on 28 June 2022. Retrieved 30 April 2025.
138. ↑  Administration, Australian Government Department of Health Therapeutic Goods (1 May 2020). "Access to medicinal cannabis products". Therapeutic Goods Administration (TGA). Archived from the original on 14 April 2020. Retrieved 30 April 2025.
139. ↑  “Alcohol, tobacco & other drugs in Australia, Cannabis - Australian Institute of Health and Welfare”. 《Australian Institute of Health and Welfare》 (오스트레일리아 영어). 2020년 3월 10일에 원본 문서에서 보존된 문서. 2025년 4월 30일에 확인함.
140. ↑  "ACIC Illicit drug data report 2018-2019". Archived from the original on 22 October 2020.
141. ↑  Cronshaw, Damon (2020년 12월 20일). “Cannabis use 'class war' between the Hunter and wealthy Sydney areas” (오스트레일리아 영어). 2025년 4월 30일에 확인함.
142. 1 2  Illicit Drug Data Report 2007-08 Australian Crime Commission, Canberra. ISSN 1327-9068
143. ↑  Willis, Katie (July 2008). "Cannabis Supply into and Within Australia" (PDF). ncpic.org.au. Archived from the original on 30 March 2015. Retrieved 30 April 2025.
144. ↑  Karp, Paul (2018년 4월 16일). “Greens propose full legalisation of cannabis”. 《The Guardian》 (영국 영어). ISSN 0261-3077. 2025년 4월 30일에 확인함.
145. ↑  Bagshaw, Eryk (2018년 4월 16일). “Greens want to legalise cannabis for all adults” (영어). 2025년 4월 30일에 확인함.
146. ↑  “Greens call for cannabis to be legalised”. 《ABC News》 (오스트레일리아 영어). 2018년 4월 16일. 2025년 4월 30일에 확인함.
147. ↑  “Other positions and policy FAQ” (영어). 2025년 4월 30일에 확인함.
148. ↑  "Policies". HEMP Party. 22 September 2004. Archived from the original on 7 April 2019. Retrieved 30 April 2025.
149. ↑  "LEGALISE Cannabis Queensland". Archived from the original on 20 April 2021. Retrieved 30 April 2025.
150. ↑  Embassy, Hemp (2020년 6월 4일). “Legalise Cannabis Queensland launched!” (미국 영어). 2025년 4월 30일에 확인함.
151. ↑  “Cannabis” (영어). 2025년 4월 30일에 확인함.
152. ↑  “Drug Reform: Legalising Cannabis”. 《Reason Australia》 (영어). 2025년 4월 30일에 확인함.
153. ↑  “'I will make this happen': Reason Party's election pledge to legalise cannabis”. 《ABC News》 (오스트레일리아 영어). 2018년 11월 20일. 2025년 4월 30일에 확인함.
154. ↑  “Drugs, substance use and addiction | Victorian Socialists”. 2025년 4월 30일에 확인함.
155. 1 2  “What Do Australia's Political Parties Think About Cannabis? | INN” (영어). 2025년 4월 30일에 확인함.
156. ↑  “Medical Cannabis” (영어). 2025년 4월 30일에 확인함.
157. ↑  “Katter MP wants northern cannabis industry - 9News”. 2015년 11월 19일. 2025년 4월 30일에 확인함.
158. ↑  “Jim Billington, Founder of the Australian Marijuana Party. January...” (영국 영어). 2018년 12월 7일. 2025년 4월 30일에 확인함.
159. ↑  “A dozen dopey yarns : tales from the pot prohibition / by J.J. McRoach - Catalogue | National Library of Australia” (영어). 2025년 4월 30일에 확인함.
160. ↑  “USING THE LAW TO MAKE A DIFFERENCE Graeme Innes AM (2007) | Australian Human Rights Commission” (영어). 2025년 4월 30일에 확인함.
161. ↑  “Matt Laffan Memorial Address (2009)” (영어). 2025년 4월 30일에 확인함.
162. ↑  "Posters relating to marijuana law reform" 보관됨 2022-07-01 - 웨이백 머신. collection.maas.museum. Archived from the original on 1 July 2022. Retrieved 20 March 2022.
163. ↑  "Alcohol, tobacco & other drugs in Australia, Cannabis".
164. ↑  “50% of Australians would support a bill that legalises growing cannabis for personal use | YouGov” (오스트레일리아 영어). 2025년 4월 30일에 확인함.
165. ↑  “Greens urge cannabis legalisation after US pardons thousands for marijuana possession” (영어). 2020년 1월 30일. 2025년 4월 30일에 확인함.
166. 1 2 3  “Bills introduced in three states to legalise cannabis for personal use”. 《ABC News》 (오스트레일리아 영어). 2023년 6월 20일. 2025년 4월 30일에 확인함.
167. ↑  McGowan, Michael (2023년 4월 18일). “‘Regulate it’: Minns once argued for legalised cannabis in NSW” (영어). 2025년 4월 30일에 확인함.
168. ↑  Cameron, Tom (2019년 1월 8일). “Why it's time for legal cannabis: a chat with Senator Richard Di Natale” (미국 영어). 2025년 4월 30일에 확인함.
169. ↑  Patten, Fiona (2016년 6월 3일). “Fiona Patten: Why the back-pedalling on medical marijuana?” (영어). 2025년 4월 30일에 확인함.
170. ↑  "ParlInfo - Legalising Cannabis Bill 2023". parlinfo.aph.gov.au. Retrieved 30 April 2025.
171. ↑  Tonkin, Shannon (30 June 2022). "'King of cannabis' fights charge over Opera House laser beam stunt". The Daily Telegraph.
172. ↑  Collective, Craze (2022년 4월 20일). “420 Activists shine light on outstanding issues via Australian landmarks” (오스트레일리아 영어). 2025년 4월 30일에 확인함.
173. ↑  “Leading protagonists held by police in fight to protect cannabis patients.” (미국 영어). 2025년 4월 30일에 확인함.
174. ↑  Patston, Manning (2022년 4월 21일). “4/20 activists illuminate Opera House & Harbour Bridge with cannabis art” (오스트레일리아 영어). 2025년 4월 30일에 확인함.
175. ↑  420 Activists shine light on outstanding issues via Australian landmarks, 23 April 2022, archived from the original on 20 January 2023, Retrieved 30 April 2025.
176. ↑  Colourful 'kings of cannabis' fight charge over 420 Opera House stunt - The Daily Telegraph, 30 June 2022, archived from the original on 20 January 2023, Retrieved 30 April 2025.
177. ↑  Collective, Craze (2021년 4월 20일). “Cannabis Activists Display Half A Million Dollars At Parliament House” (오스트레일리아 영어). 2025년 4월 30일에 확인함.
178. ↑  Activists take $420k to Parliament House to display daily excise loss - Who Are We Hurting? BTS vlog, 26 April 2021, archived from the original on 20 January 2023, Retrieved 30 April 2025.
179. ↑  Collective, Craze (2020년 4월 6일). “Who Are We Hurting? Scott Morrison” (오스트레일리아 영어). 2025년 4월 30일에 확인함.
180. ↑  Who are we hurting? 420-20 Canna Crisis Peace Offering #Shorts, 31 March 2020, archived from the original on 20 January 2023, Retrieved 30 April 2025.
181. ↑  Who Are We Hurting? Scott Morrison - Kirribilli House Sydney 420 2020, 4 April 2020, archived from the original on 20 January 2023, Retrieved 30 April 2025.
182. ↑  Collective, Craze (2019년 4월 21일). “"POT" PLANT - Police Remove Cannabis Sculpture from Central Sydney” (오스트레일리아 영어). 2025년 4월 30일에 확인함.
183. ↑  Who Are We Hurting? 420 Protest - 2 Story Cannabis Plant Sydney CBD 2019, 20 April 2019, archived from the original on 20 January 2023, Retrieved 30 April 2025.
184. ↑  Who are we hurting? "POT" PLANT - Police Remove Cannabis Sculpture from Central Sydney, 20 April 2019, archived from the original on 20 January 2023, Retrieved 30 April 2025.
185. ↑  2 Storey Cannabis plant sculpture - Stoners 420 Christmas tree - Confiscated footage, 2 August 2021, archived from the original on 20 January 2023, Retrieved 30 April 2025.
186. ↑  Who are we hurting? Push To Make Medicinal Cannabis Legal Studio 10, 19 April 2018, archived from the original on 20 January 2023, retrieved 30 April 2025.
187. ↑  WHO ARE WE HURTING? 420 Australian protest recap - April 20, 8 May 2018, archived from the original on 20 January 2023, retrieved 30 April 2025.
188. ↑  Who Are We Hurting? Australian 420 Protest, 19 April 2018, archived from the original on 20 January 2023, retrieved 30 April 2025.
189. ↑  "who are we hurting?". 20 April 2017. Archived from the original on 19 March 2022. Retrieved 30 April 2025.
190. ↑  Who are we hurting? Cannabis Nursery Kings Cross, 10 May 2017, archived from the original on 20 January 2023, retrieved 30 April 2025.
191. ↑  https://www.youtube.com/watch?v=5RaWOjHN_sY Hyjak - Mother Natures Gift MUSIC VIDEO - #Superbong does 420 #Whoarewehurting?
192. ↑  “Past Events - Nimbin MardiGrass 5th - 7th May 2023”. 《Nimbin MardiGrass 5th - 7th May 2023》 (미국 영어). 2025년 4월 30일에 확인함.
193. 1 2  “Nimbin MardiGrass”. 2006년 12월 23일. 2006년 12월 23일에 원본 문서에서 보존된 문서. 2025년 4월 30일에 확인함.
194. ↑  “Hemp Olympics”. 2025년 4월 30일에 확인함.
195. ↑  “HEMP Party - Help End Marijuana Prohibition” (미국 영어). 2025년 4월 30일에 확인함.
196. ↑  Siedler, R. (2014). Street drugs: cannabis. Australian Doctor, p. 45.
197. ↑  “A Glossary of Australian Cannabis Terminology - FAB” (미국 영어). 2019년 10월 31일. 2025년 4월 30일에 확인함.
198. ↑  “Searches for Smoking Accessories Increase in AU | Cuponation”. 2016년 9월 14일. 2016년 9월 14일에 원본 문서에서 보존된 문서. 2025년 4월 30일에 확인함.
199. ↑  “Australian cannabis coverage increases 18,850% in 11 years” (오스트레일리아 영어). 2020년 9월 8일. 2025년 4월 30일에 확인함.
200. ↑  “An Aussie app is convincing doctors about cannabis” (영어). 2019년 2월 28일. 2025년 4월 30일에 확인함.
201. ↑  "420 Cannabis Legalisation Rallies Australia 2020". Ballin' on a Budget. 19 March 2020. Archived from the original on 28 October 2020. Retrieved 30 April 2025.